# Hydravion à coque

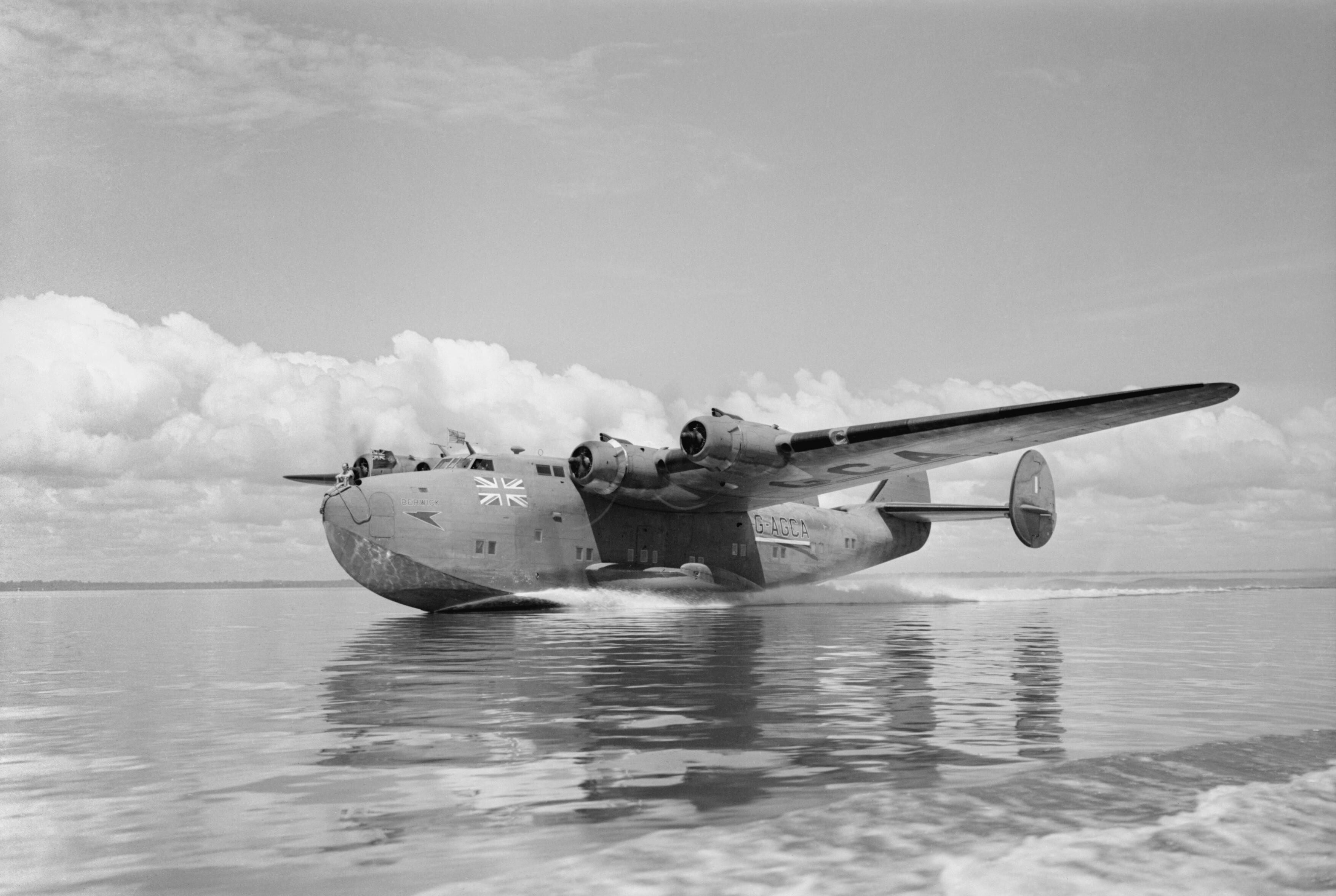
Un Boeing 314 à Lagos pendant la Seconde Guerre mondiale.

Un hydravion à coque est un type d'avion dont le fuselage a des caractéristiques s'approchant de la coque d'un navire, lui permettant de se poser sur l'eau, d'y manœuvrer, et d'en décoller. On l'oppose à l'hydravion à flotteurs, dont le fuselage reste hors de l'eau. Alors qu'un hydravion à flotteurs est souvent obtenu en adaptant des flotteurs à un avion terrestre, un hydravion à coque présente une conception très différente et spécifique. Les hydravions à coque sont généralement bien plus massifs. Ils sont capables d'affronter des mers beaucoup plus formées, ce qui leur permet souvent d'opérer depuis des ports maritimes, quand les hydravions à flotteurs sont généralement voués à opérer en eau douce. Leur conception fait intervenir de nombreux compromis, devant concilier les performances aériennes avec des exigences spécifiques : stabilité en mer, résistance aux contraintes hydrodynamiques, etc. La plupart des modèles sont équipés, pour ne pas chavirer, de flotteurs d'appoints sous les ailes, éventuellement escamotables. La plupart des hydravions à coque sont également dotés d'un train d'atterrissage, ce qui leur confère une capacité amphibie. Ce n'est pas le cas, cependant, des modèles les plus massifs. 
Les hydravions à coque font leur apparition très tôt dans l'histoire de l'aviation, les premiers essais ayant lieu avant même la Première Guerre mondiale. Ils jouent un rôle très important des années 1920 aux années 1940, ce qui s'explique principalement par la rareté des aérodromes à cette époque. Dans le transport civil, ils surpassent alors souvent la taille et l'autonomie des avions terrestres de leur époque, et assurent de nombreuses lignes régulières long-courrier. Leurs bases d'opérations sont des étendues d'eau relativement abritées des aléas météorologiques, comme des lacs, des baies, des estuaires, des atolls, etc. Dans le domaine militaire, ils servent principalement à repérer et attaquer les convois ennemis, à transporter des troupes et du matériel, et à secourir les équipages de navires et d'avions perdus au combat.
Après la Seconde Guerre mondiale, les hydravions à coque tombent brutalement en désuétude. Les lignes régulières assurées en hydravions disparaissent pour la plupart avant 1950. Cela s'explique en partie par la construction de nombreux aérodromes pendant le conflit, et par la disponibilité massive d'avions de transport terrestres issus des surplus américains. Les lignes régulières assurées en hydravions disparaissent ; les compromis intervenant dans leur conception les rendent plus coûteux à exploiter que des avions terrestres de capacité équivalente. Leur rôle militaire s'amenuise tout aussi rapidement : les fonctions de patrouille maritime sont reprises par des avions basés à terre ou opérant depuis des porte-avions, le rôle de secours en mer passe lui, aux hélicoptères. 
Les hydravions à coque conservent cependant quelques rôles de niche, qui leur évitent de disparaître totalement. En particulier, ils sont précieux dans le rôle de bombardier d'eau, où ils mettent à profit leur capacité amphibie pour se ravitailler en frôlant la surface de l'eau. Des missions de secours en mer et de transports vers les sites isolés leur sont aussi confiées.

## Caractéristiques techniques
Un hydravion à coque se définit par la forme de son fuselage, qui joue le rôle d'une coque de bateau quand l'avion est à la surface de l'eau. On parle d'ailleurs, en plusieurs langues, de « bateau volant » : flying boat en anglais, Flugboot en allemand, etc.

### Forme de la coque

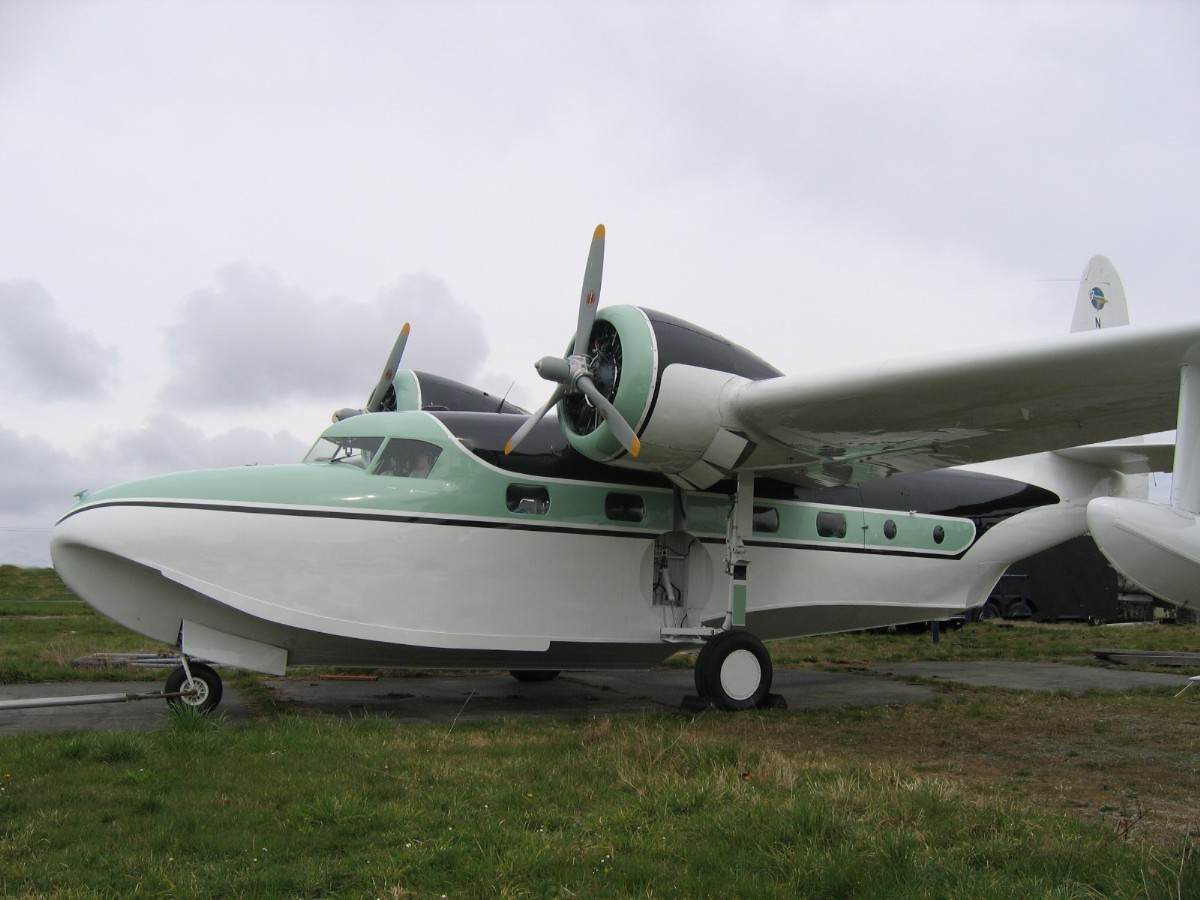
Détail de la coque d'un Grumman Mallard, montrant le redent (décrochement sous la coque de l'appareil).

Les hydravions à coque ont l'avantage d'être plus marins que les hydravions à flotteurs (qui reposent uniquement sur des flotteurs) du fait de la forme de leur coque, analogue à la carène d'une vedette rapide, dont les formes planantes facilitent le déjaugeage. Pour éliminer plus rapidement la friction contre l'eau, la coque présente un redent (ou redan) légèrement en arrière du centre de gravité. C'est ce qui définit les hydravions à coque, par opposition aux hydravions à flotteurs, dont les flotteurs sont séparés du fuselage, lequel reste hors de l'eau. Certains appareils ont cependant une conception quelque peu intermédiaire entre ces deux catégories. C'est le cas, notamment, de la lignée d'avions développés par Loening et Grumann (le plus produit est le Grumman J2F Duck) dont le flotteur se présente comme un prolongement du fuselage, dont l'espace intérieur est accessible par l'équipage. Ces appareils sont souvent classés comme des hybrides entre les deux grandes catégories d'hydravions.

### Réserve de flottabilité
La coque, dont l'avant est en forme de « V », est volumineuse, de façon à fournir une importante réserve de flottabilité. Pour leur permettre d'affronter sans risque des mers formées, les hydravions à coque disposent en effet d'une réserve de flottabilité allant de 70 % à 100 %. Dans ce dernier cas, la réserve de flottabilité permet de supporter le double du poids prévu pour l'appareil sans qu'il coule.

### Manœuvres sur l'eau
Les hydravions ont besoin d'être pilotables quand ils se déplacent à la surface de l'eau, par exemple pour se positionner face au vent avant de déjauger ou pour se placer le long d'un quai. La gouverne aérodynamique n'a aucune utilité aux faibles vitesses atteintes sur l'eau. La méthode la plus classique pour faire tourner un hydravion à la surface de l'eau est de piloter les moteurs de façon asymétrique. Cette technique n'est pas toujours suffisante, et bien sûr, elle est inapplicable à un monomoteur ou à un bimoteur en tandem. Beaucoup d'hydravions à coque possèdent donc un gouvernail marin, qui leur permet de tourner comme un bateau.
Ils sont en outre équippés de tout le nécessaire pour s'amarrer à un quai ou à une bouée de mouillage, et souvent même d'une ancre. Ces équippements rajoutent un poids significatifs, en comparaison avec les avions basés à terre.

### Stabilité sur l'eau
Les hydravions à coque sont toujours plus stables sur la mer que les hydravions à flotteurs. Ils peuvent affronter des mers plus formées que les hydravions à flotteurs, qui ne peuvent atterrir ou décoller que sur des surfaces où les vagues ne dépassent guère une trentaine de centimètres. Pour ne pas chavirer, la plupart des hydravions à coque sont équipés de petits flotteurs d'appoint sous les ailes. En effet, dans la mesure où la relative étroitesse de leur coque ne procure pas une stabilité en roulis suffisante, ces flotteurs fournissent un couple de redressement très élevé en cas de basculement accidentel sur le côté. En temps normal cependant, sur une mer parfaitement lisse, ces flotteurs ne touchent pas la surface de l'eau, ou, selon les modèles (et selon le chargement de l'appareil), l'effleurent à peine.
Ces flotteurs d'appoints, lorsqu'ils sont fixes, créent une importante traînée en vol. Certains concepteurs d'hydravions ont cherché à réduire ou éliminer cette traînée en les rendant escamotables. Le Consolidated PBY Catalina a adopté une solution particulièrement élégante à ce problème, reprise sur certains hydravions à coque ultérieurs : les flotteurs d'appoints sont montés sur des pylônes qui pivotent vers les extrémités des ailes. En vol, ils deviennent les saumons des ailes. Sur le Dornier Do 26 et sur certaines versions du Martin PBM Mariner, ils rentrent dans des compartiments aménagés à cet effet dans les ailes, un peu à la manière d'un train d'atterrissage,. Sur le Latécoère 631, les flotteurs se replient verticalement, pour se placer dans le prolongement des nacelles moteurs 1 et 6.
Les flotteurs d'appoint ne sont pas la seule méthode disponible pour stabiliser l'appareil en roulis. Dornier a adopté très tôt une solution alternative qui consiste à doter la coque de deux extensions latérales, parfois appelées « nageoires », à forte flottabilité, et placé à hauteur de la ligne de flottaison. Cette solution a aussi été reprise par d'autres constructeurs, comme Boeing sur son Model 314, ou Latécoère sur son 300. Les « nageoires » sont généralement profilées pour générer de la portance en vol, faisant de l'avion un Sesquiplan. Cette idée issue des hydravions a aussi été adoptée plus tard sur de gros hélicoptères amphibies, comme le Sea King.Sur certains appareils amphibies, ces extensions latérales servent aussi de logement pour le train d'atterrissage, c'est le cas sur le Dornier Seastar.
Une troisième solution, rare, est de réaliser un hydravion à coque de type « catamaran ». C'est notamment la méthode retenue sur les appareils italiens Savoia-Marchetti S.55 et S.66. La stabilité en roulis est alors assurée par les deux coques sans besoin de flotteurs auxiliaires.

Différentes solutions pour assurer la stabilité sur l'eau
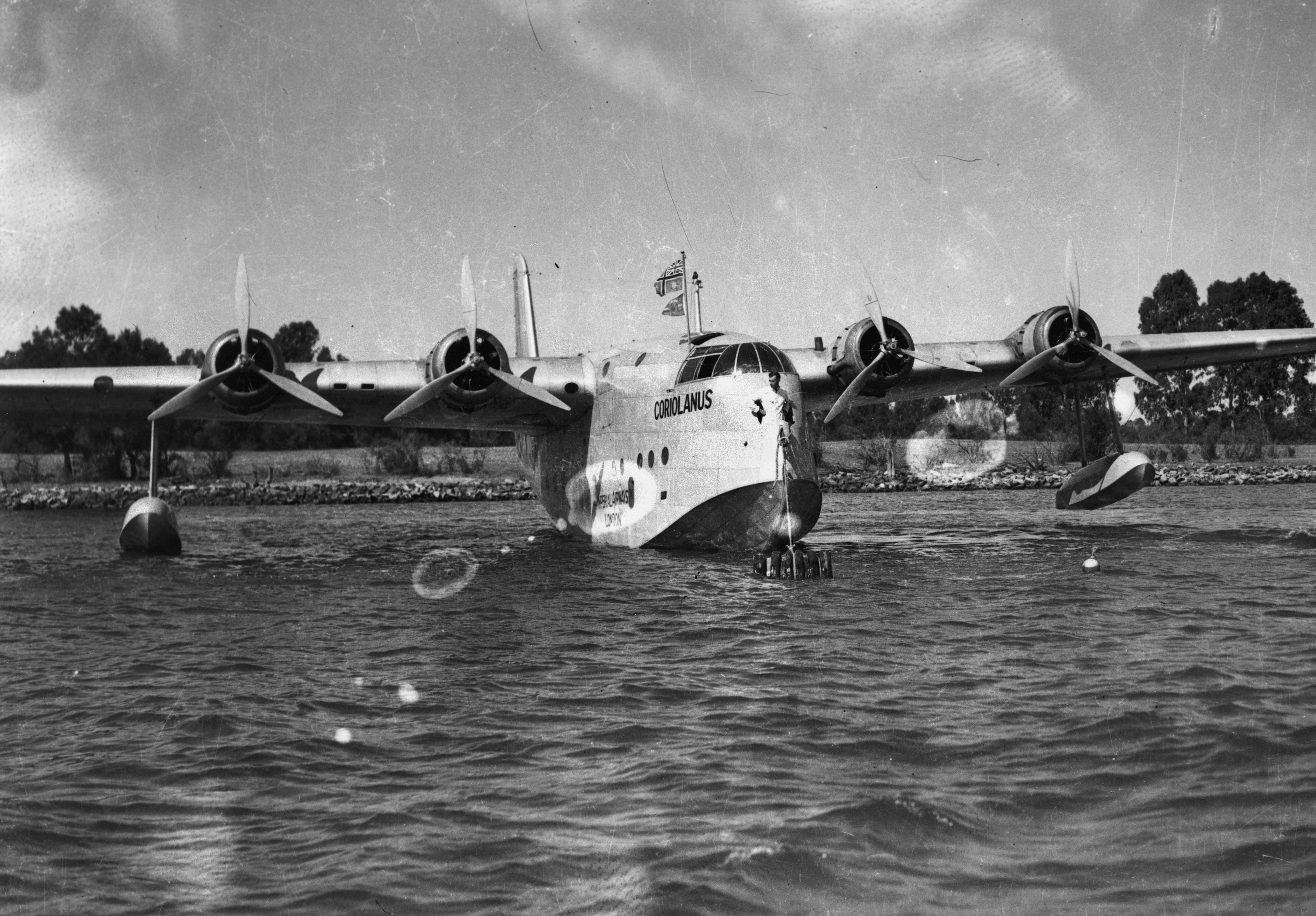
Short S.23 Empire : les flotteurs d'appoint sont fixes.
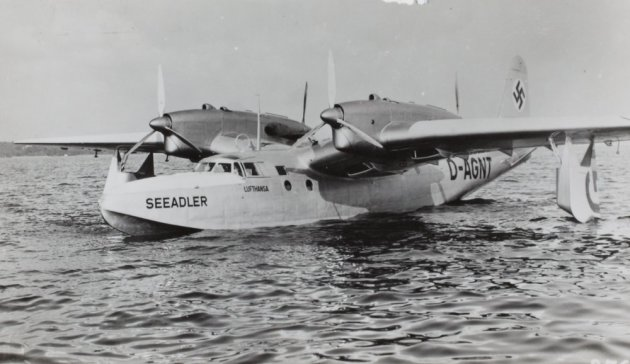
Dornier Do 26 : les flotteurs d'appoint se replient dans la voilure.
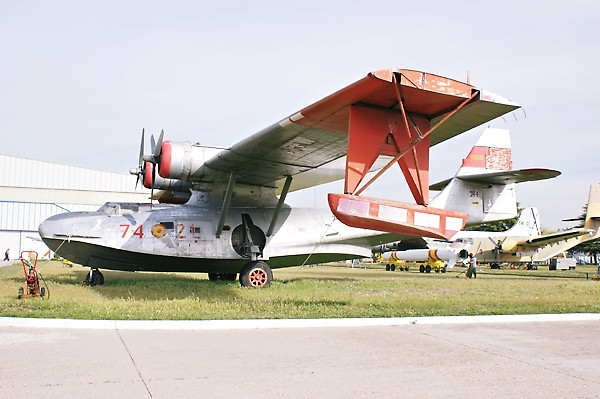
Consolidated PBY Catalina : Les flotteurs d'appoint deviennent les saumons d'aile.
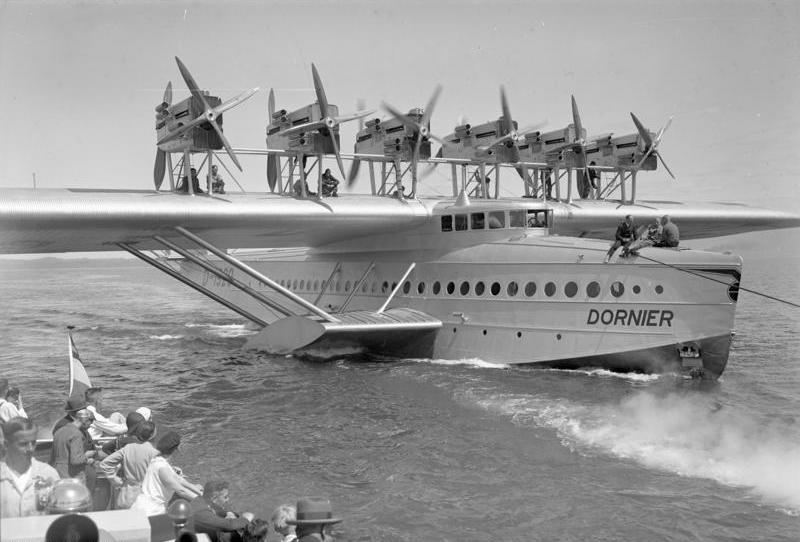
Dornier Do X : la stabilité est assurée par les extensions latérales.
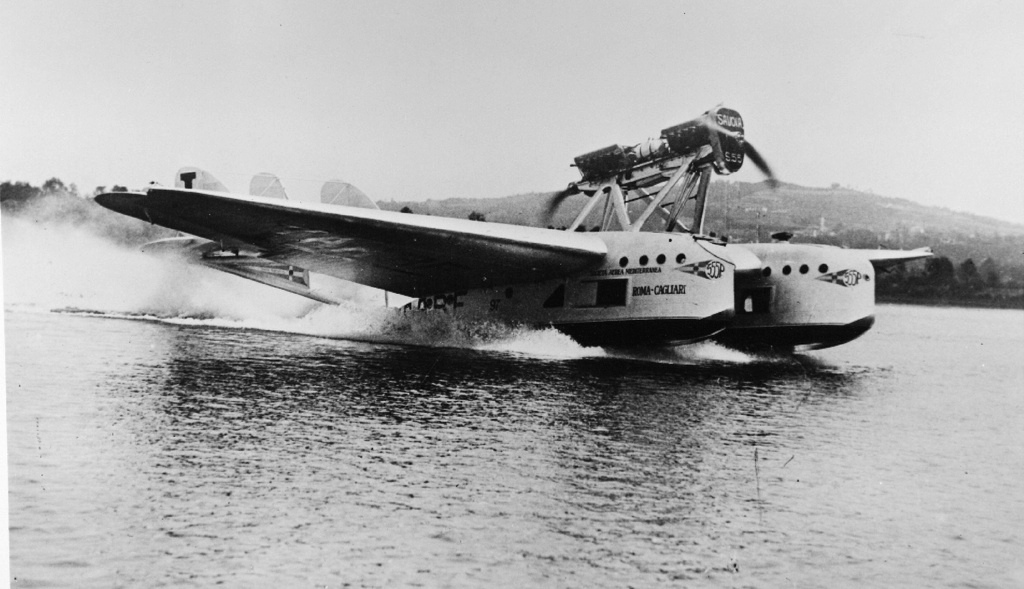
Savoia-Marchetti S.55 : La configuration catamaran empêche l'appareil de chavirer.
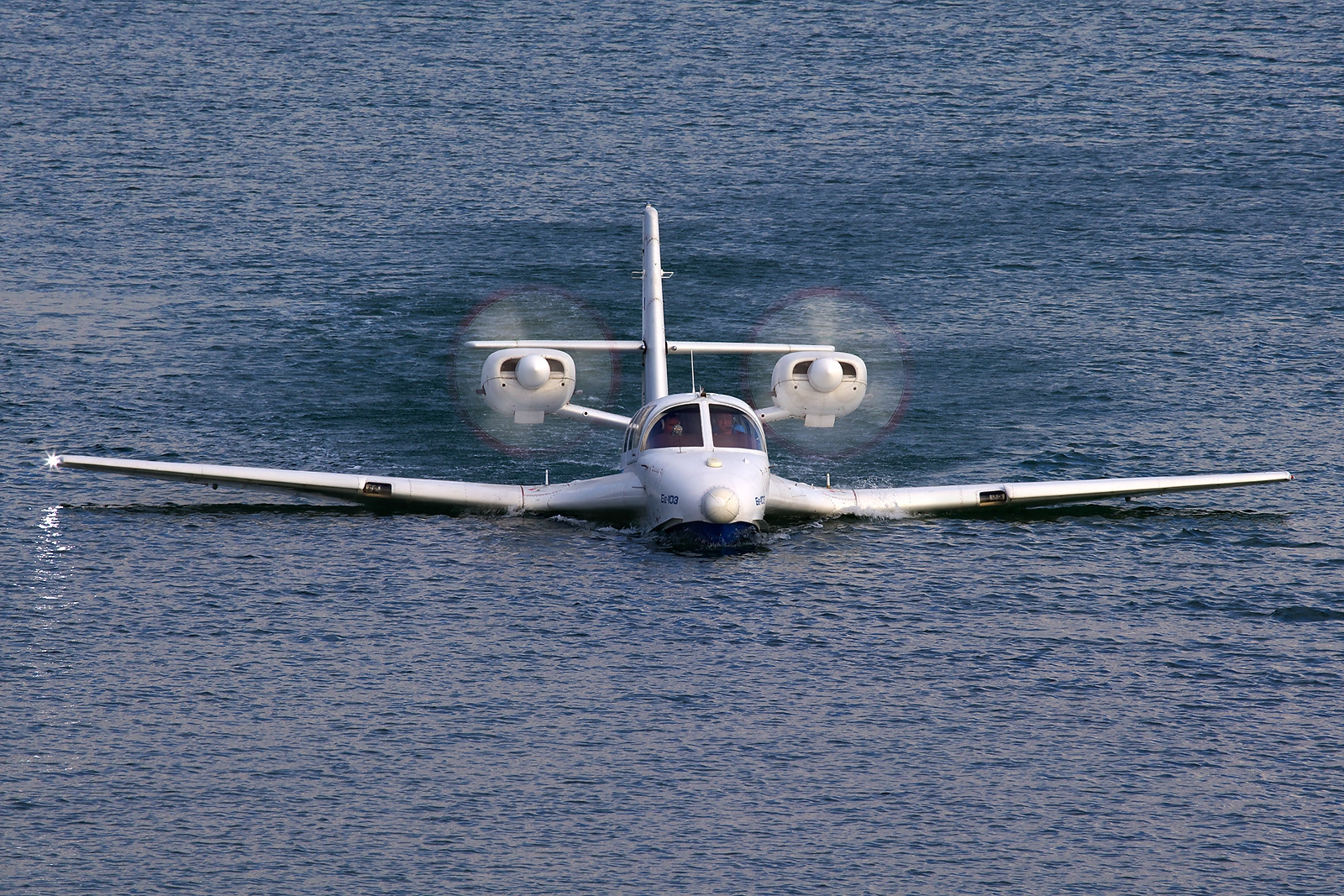
Beriev Be-103 : les ailes basses jouent le rôle de flotteurs latéraux.

### Compromis sur les performances en vol
La conception d'un hydravion à coque impose un certain nombre de contraintes qui lui donnent, en matière de performances et d'économie en vol, des handicaps significatifs par rapport à un avion terrestre de capacité équivalente. Les moteurs et les surfaces de commandes doivent être placés extrêmement haut par rapport au fuselage, pour ne pas être exposés à des paquets d'eau lors de l'amerrissage. Cela oblige souvent à utiliser des configurations comme l'aile en « parasol » du Catalina ou les « ailes de mouette » du Grumann Albatross. Ce placement n'est pas du tout optimal en vol : l'axe d'exercice de la poussée des moteurs passe bien au-dessus de l'axe d'exercice de la trainée aérodynamique, alors que les deux seraient idéalement confondus. Pour maintenir l'équilibre de l'avion en vol, il faut donc faire usage des compensateurs, ou placer le centre de portance en avant du centre de gravité, toutes ces mesures ont un coût aérodynamique. La coque doit être construite de façon très solide, pour être résistante aux forces hydrodynamiques, ce qui a un handicap en matière de poids considérable,,,.
Les forces hydrodynamiques pénalisent aussi le décollage, ce qui fait qu'un appareil amphibie ne peut pas décoller depuis l'eau avec une charge aussi importante que depuis la terre ferme. À titre d'exemple, un Canadair CL-215 a une masse maximale au décollage de 19,7 tonnes depuis la terre ferme, mais seulement 17,1 tonnes depuis l'eau. Certains hydravions militaires, notamment pendant la seconde guerre mondiale, avaient recours au décollage assisté par fusée pour quitter l'eau avec une charge plus importante.

### Appareils amphibies et hydravions exclusifs

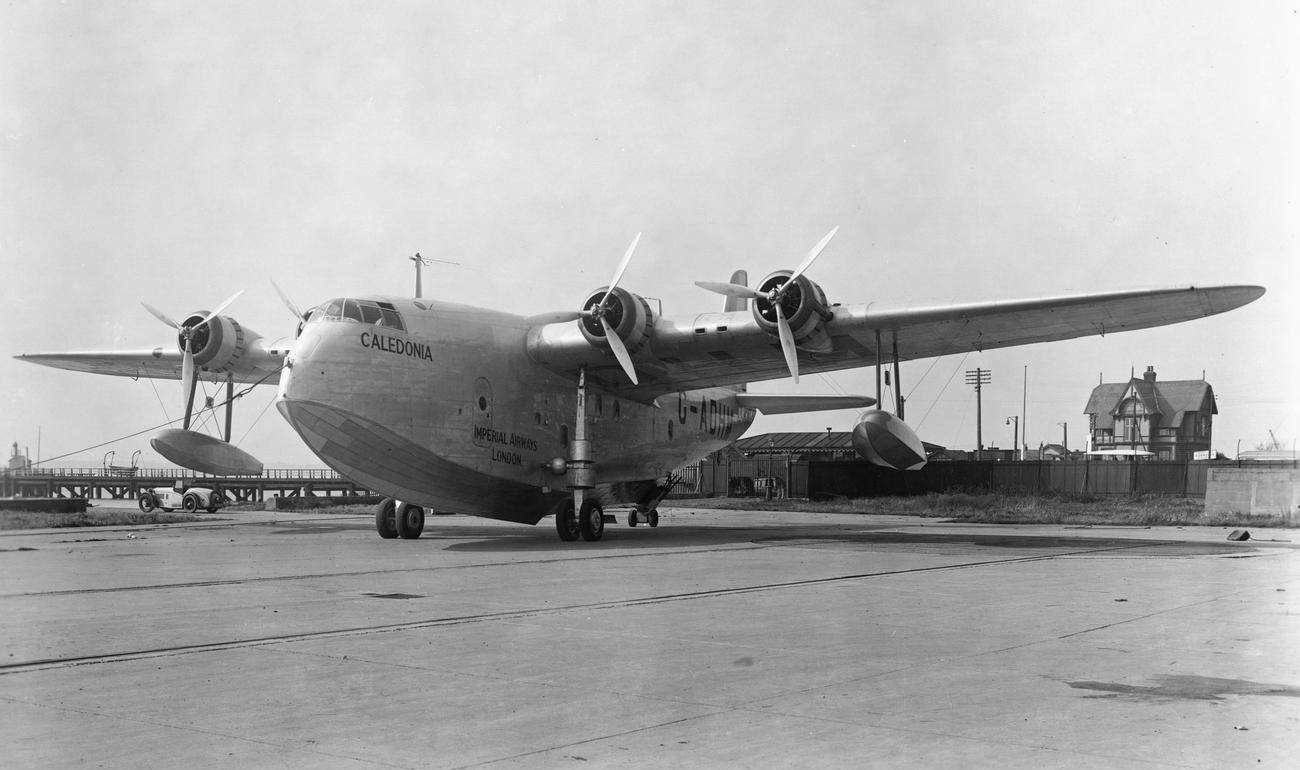
Un Short Empire hors de l'eau, monté sur un chariot de transport.

Les grands hydravions de ligne d'avant-guerre sont dépourvus de train d'atterrissage, et donc exclusivement capables de se poser et de décoller sur l'eau. C'était par exemple le cas du Boeing 314. Lorsque ces appareils doivent être transportés sur la terre ferme (pendant leur construction, pour stationnement, réparations, etc), il faut les installer sur un charriot de transport muni de roues. Mais la plupart des hydravions à coque possèdent aussi un train d'atterrissage qui leur permet d'utiliser des pistes sur la terre ferme. Le Catalina, par exemple, a existé sous les deux formes : la PBY-5 est un hydravion exclusif tandis que la version 5A est amphibie. Le train de PBY-5A est typique des hydravions à coque amphibie. Le train principal se replie, mais sans pour autant disparaitre dans un compartement fermé : il vient simplement se loger dans des alvéoles sur les flancs de l'avion. Il peut aussi être utilisé pour faire accoster l'appareil après posé en mer.

## Lignes régulières
Particulièrement utilisés entre les deux guerres mondiales, les hydravions à coque comptaient alors parmi les plus grands avions existants ; leur coque robuste leur permettait de décoller de lieux que l'absence de terrains d'aviation suffisants n'aurait autrement pas permis de desservir.

### Balbutiements
Ce type d'appareil est né à la suite de l'offre d'une importante somme d'argent (10 000 livres, dans une compétition dotée de 50 000 livres de récompense au total) par le Daily Mail en 1913, destinée à récompenser la création d'un avion capable de traverser l'Atlantique. Ce prix a généré une collaboration entre les pionniers anglais et américains de l'aviation, aboutissant au Curtiss H-1.
Le Curtiss NC-4 a été le premier avion à traverser l'Atlantique en 1919, en passant par les Açores. Un seul des trois (le NC-4, les deux autres étant le NC-1 et le NC-3) qui tentèrent l'aventure parvint à effectuer la traversée en totalité. Le 1er janvier 1914, la première ligne aérienne régulière du monde est ouverte : elle relie Tampa, en Floride, à la ville (alors très modeste) de St. Petersburg, de l'autre côté de la baie. La ligne est assurée par un hydravion à coque Benoist type XIV qui ne transporte qu'un passager en plus de son pilote.  À l'automne 1919, alors que les trains et les ferrys sont paralysés par une grève, la société britannique supermarine crée la première ligne aérienne par-dessus la manche, entre Woolston et Le Havre. C'est cependant une expérience de courte durée. 
En mars 1921, le Caproni Ca.60 fait son premier vol. C'est un hydravion gigantesque pour l'époque, conçu pour transporter une soixantaine de passagers à travers l'Altantique (avec des escales). Si cet avion s'est révélé ne pas être de conception viable, il est la preuve d'un intérêt très précoce pour le projet de grands hydravions de ligne.
En 1923, Supermarine lance des liaisons régulières, au départ de Southampton, vers les Îles Anglo-Normandes et la France. Les appareils sont utilisés sur des Supermarine Sea Eagle (en), biplans et monomoteur. C'est le début du développement des lignes régulières en hydravions. Au cours des deux décennies suivantes, la taille des avions, leurs performances, et le nombre de liaisons commerciales augmentent d'année en année.

### Apogée
L'énorme Dornier Do X à douze moteurs fait son premier vol à l'été 1929. C'est alors le plus gros avion du monde, toutes catégories confondues. En transportant 169 personnes à la fois, il établit un record du nombre de personnes à bord d'un seul avion, qui ne sera dépassé qu'après-guerre. Cependant, le type se révèle peu économique en opération. Seuls trois exemplaires sont construits, mais ce colosse a démontré la possibilité d'hydravion à coque de ligne de grande taille.
Dans les années 1930, les hydravions à coque rendent possible l'ouverture de liaisons aériennes intercontinentales. Foynes, en Irlande et Botwood (Terre-Neuve) étaient les points d'arrivée de nombreux vols transatlantiques. Là où n'existent pas encore d'aéroports ou même de terrains d'atterrissage suffisants, les hydravions à coque peuvent se poser près de petites îles, sur des fleuves, ou près de la côte, pour pouvoir refaire le plein et se ravitailler. Les Boeing 314 Clipper de la Pan Am offre à cette époque la possibilité de voler vers de lointaines destinations de l'Extrême-Orient, ajoutant une touche de romantisme à l'aventure aérienne. L'un d'entre eux, le Yankee Clipper, est affecté à la première liaison aérienne transatlantique régulière de l'Histoire, entre Baltimore et Marseille (plus exactement Marignane), avec des escales aux Açores et à Lisbonne. Les premières traversées ne transportent que du courrier, les premiers passagers traversent l'océan le 28 juin 1939. Des lignes relient les métropoles, notamment la Grande-Bretagne, à leurs empires coloniaux.
Dans les années 1930, nombre d'entreprises produisent des hydravions commerciaux. Les constructeurs les plus importants sont :
- Short Brothers et Saunders-Roe au Royaume-Uni,
- Dornier et Hamburger Flugzeugbau en Allemagne,
- Boeing, Martin, et Sikorsky aux États-Unis,
- Latécoère et Lioré et Olivier en France,
- CANT et SIAI Marchetti en Italie.

De nombreux grands hyfdravions de ligne sont développés au cours des années 1930, sans atteindre la taille du Dornier X. Le quadrimoteur britannique  Short S.23 Empire, admis au service régulier en 1937, est le premier d'une lignée qui comprendra aussi bien des appareils civils, que des dérivés destinés à la lutte anti-sous-marine. Deux ans plus tard, le Boeing 314, qui arrive au service de la Pan American, est deux fois plus massif que le Empire, avec une masse maximale de 38 tonnes. 
A la fin des années 30, Short brothers expérimente deux solutions originales avec son Short S.23 Empire pour le transport de courrier sur de longues distances. L'une est l'utilisation du ravitaillement du ravitaillement en vol : des vols commerciaux sont réalisés entre Terre-Neuve et l'Irlande, avec des Short Empire ravitaillés par des Handley Page H.P.54 Harrow. L'autre est l'utilisation d'un avion « à étage », le Short Mayo Composite, formé d'un Short Empire emportant un hydravion à flotteurs sur son dos.

Hydravions à coque de ligne
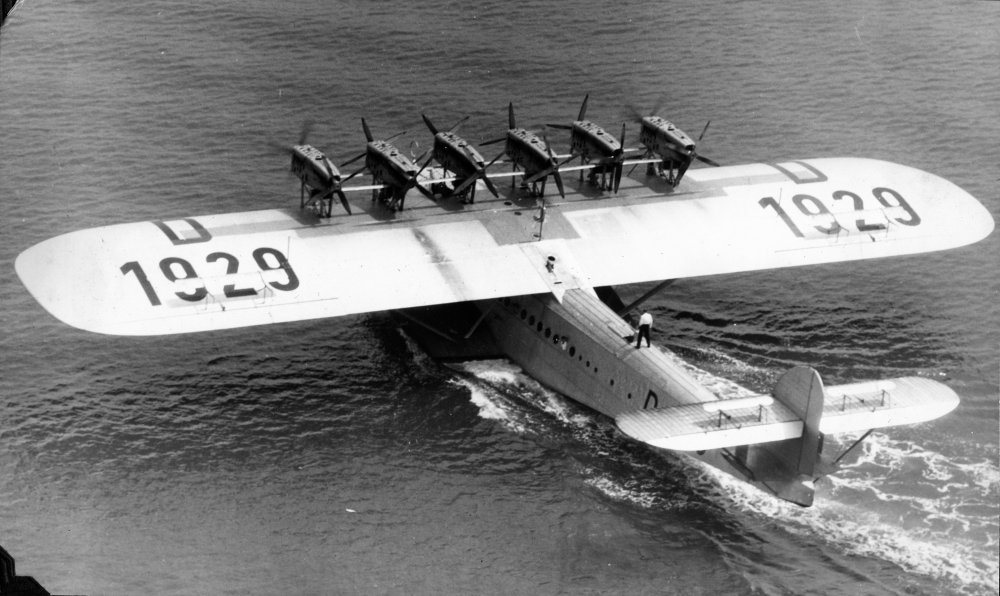
Dornier Do X.
- Le Dornier X
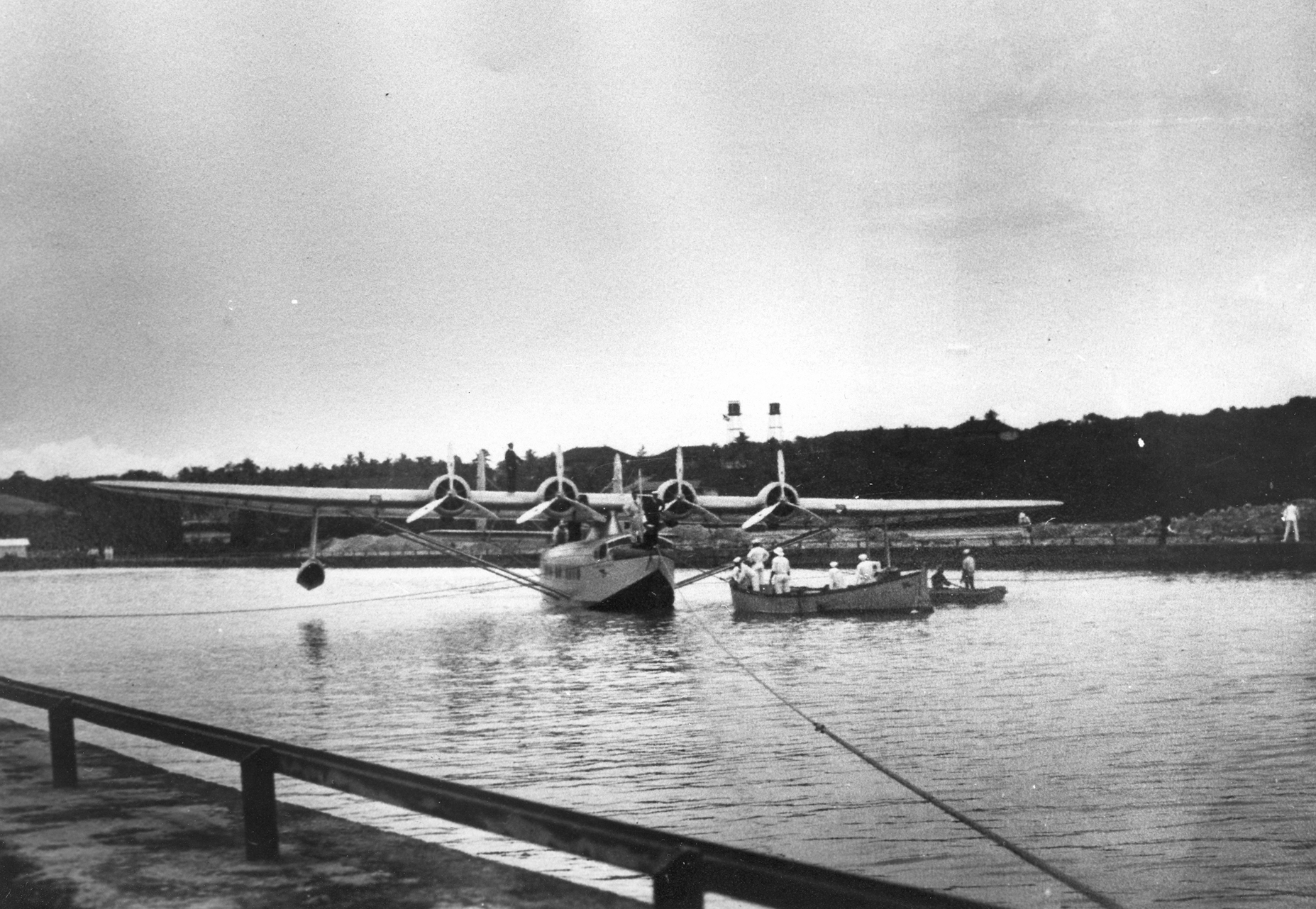
Sikorsky S-42.
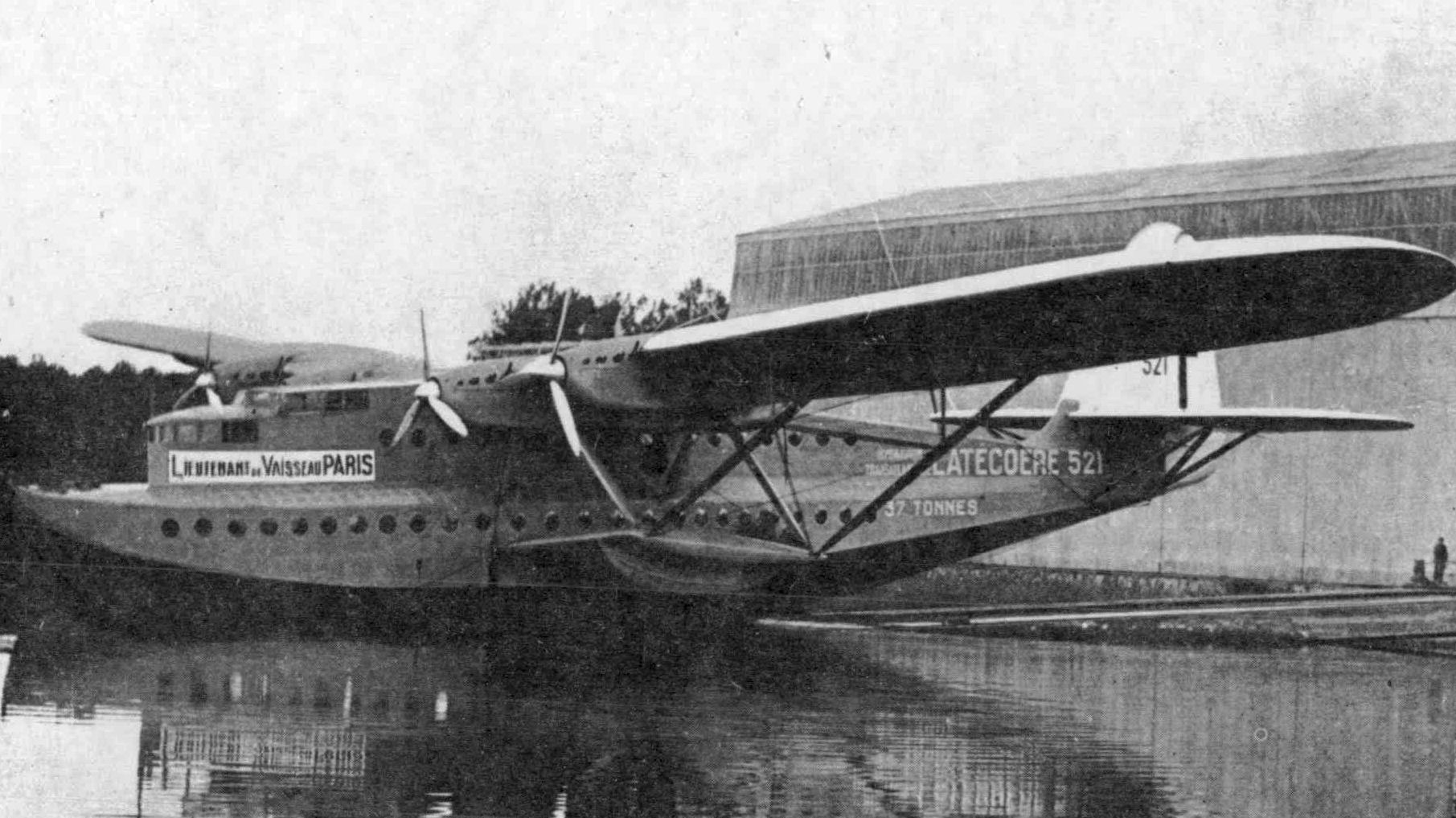
Latécoère 521.
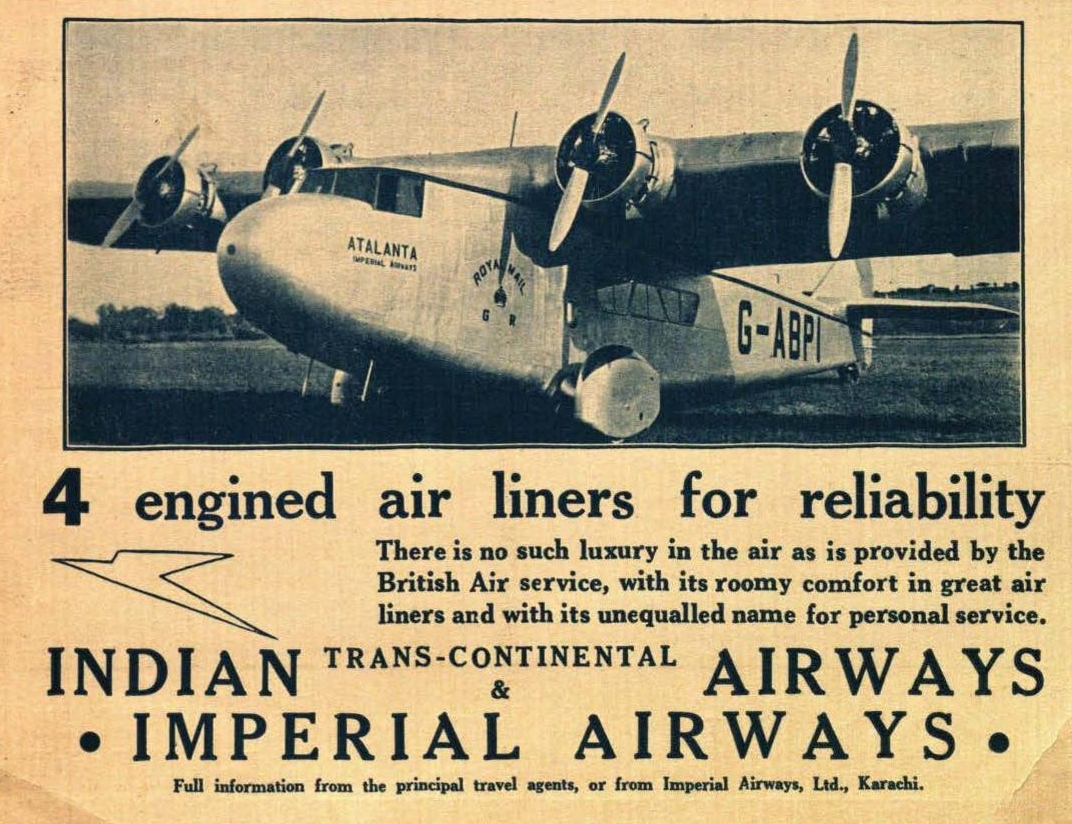
Publicité Imperial Airways en 1936.
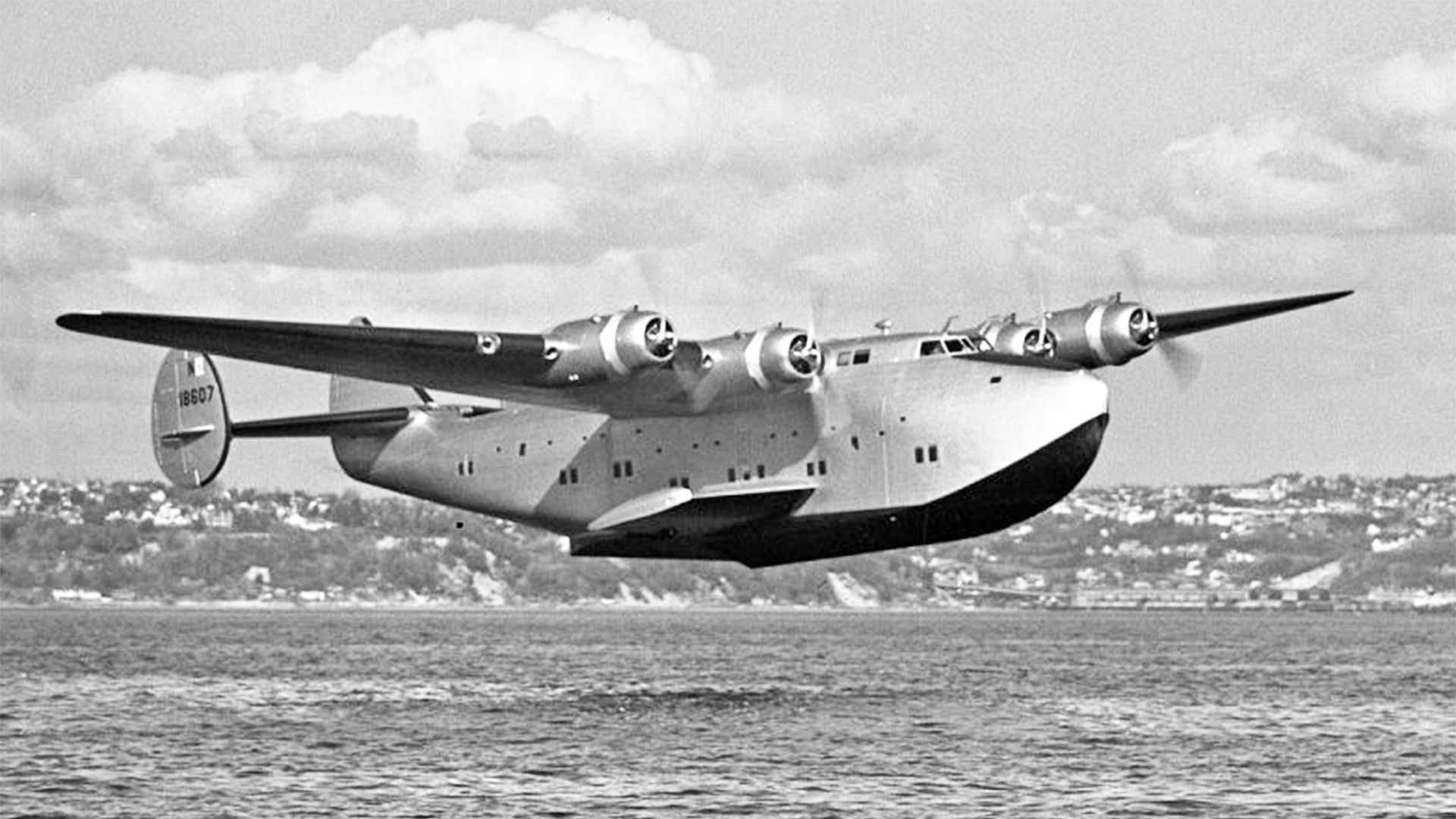
Un Boeing 314 Clipper.
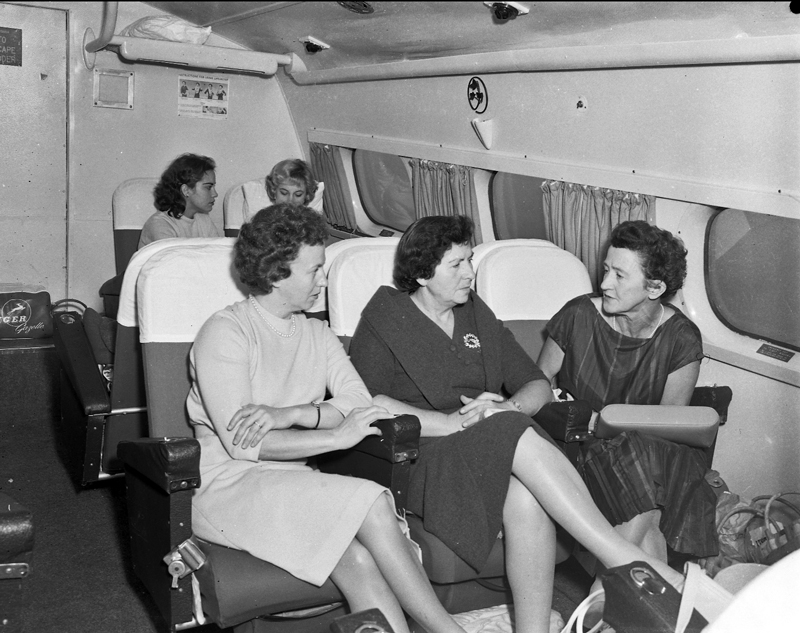
Cabine d'un hydravion à coque, en Nouvelle-Zélande.

### Principales bases d'hydraviation
Les grandes bases d'hydravion (ou hydroaéroports) sont installées dans des étendues d'eau abritées de la météo. Ainsi, au sud de l'Angleterre, le Solent, bras de mer qui sépare l'île de Wight du littoral anglais, est le point de départ des grandes lignes internationales. En plus des embarcadères, le Solent est aussi le site des ateliers de construction et d'entretien des hydravions des entreprises Supermarine et Saunders-Roe.
En France, le Lac de Biscarrosse et de Parentis occupe un rôle similaire : on y trouve le départ de lignes à destination, par exemple, des Antilles, ainsi que les ateliers Latécoère. Un projet grandiose a été envisagé peu avant la Seconde Guerre Mondiale: L'étang artificiel de Saint-Quentin-en-Yvelines créé sous Louis XIV pour alimenter les grandes eaux de Versailles aurait vu sa surface tripler pour accueillir les hydravions géants d'Air France comme le Latécoère 631. À cette époque, le projet était considéré comme beaucoup plus prestigieux que l'aéroport du Bourget et celui, en développement, d'Orly car le trajet en voiture ou en train vers Paris traversait les banlieues populaires et usinières de la Ceinture Rouge. L'implantation à Saint Quentin en Yvelines aurait utilisé l'Autoroute de l'Ouest et le tunnel de Saint Cloud (alors en creusement) pour accéder aux quartiers bourgeois de l'ouest parisien.
Le village de Foynes, sur l'estuaire du Shannon en Irlande, accueille une base d'hydravion à partir de 1937. Sa localisation géographique est idéale pour un dernier ravitaillement des appareils s'engageant dans la traversée de l'Atlantique nord. Comme de nombreuses bases d'hydraviation, elle est devenue un musée. Une autre base d'hydravion est installée à Botwood, à Terre-Neuve, qui occupe une position géographique similaire à l'autre extrémité de la traversée la plus courte de l'Atlantique nord. Ainsi, juste avant la Seconde Guerre mondiale, les Boeing 314 traversent l'Atlantique entre ces deux localités.
Certaines bases d'hydraviation sont intégrées à des aéroports, permettant des correspondances entre hydravions et avions terrestres. Ainsi, l'Aéroport LaGuardia de New York possède une aérogare maritime, dotée d'un quai pour les hydravions, qui se posent dans l'estuaire de l'Hudson.
En Italie, où les hydravions de course (Piaggio et Aermacchi) ou de grand raid (les hydravions transatlantiques catamarans Savoia Marchetti d'Italo Balbo) sont des vecteurs de propagande du régime mussolinien, des hydrobases sont installées dans la région des lacs en Italie du Nord, sur la Lagune de Venise et sur le lac de Bracciano (qui abrite aujourd'hui le musée aéronautique militaire) ainsi qu'à Ostie à l'embouchure du Tibre.
Dans l'océan Pacifique, des atolls sont utilisés comme Guam, Wake et Midway pour construire des bases de ravitaillement des hydravions : l'atoll est une étendue d'eau quasiment fermée, qui reste calme même si la mer alentour est agitée, c'est le terrain idéal pour les hydravions. Ainsi, en 1939, la Pan Am ouvre une base de ravitaillement sur l'atoll Canton aux Kiribati, afin de pouvoir ouvrir une ligne reliant la Nouvelle-Zélande aux États-Unis.

Quelques bases d'hydraviation
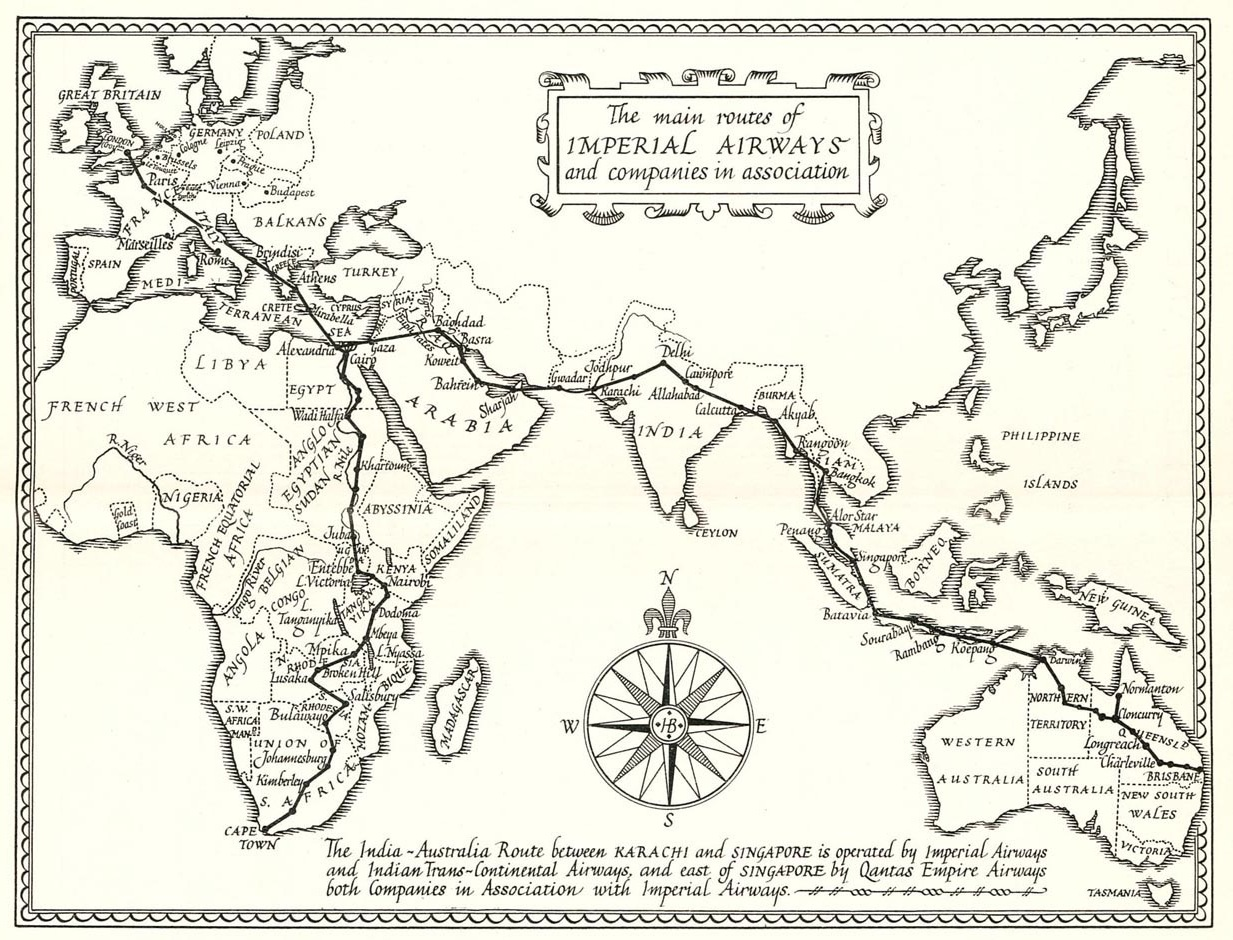
Les lignes d'Imperial Airways vers l'Afrique et l'Asie, en 1935.
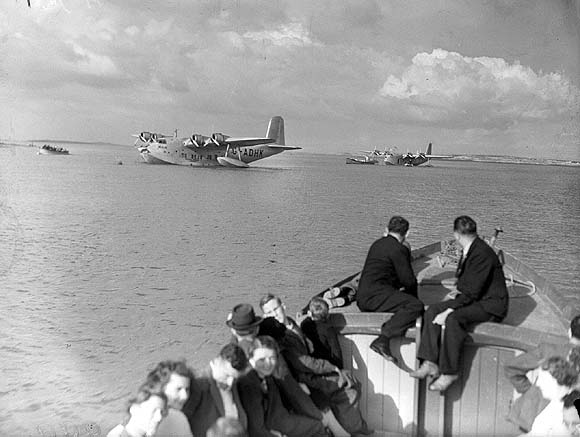
Short Empire à Foynes
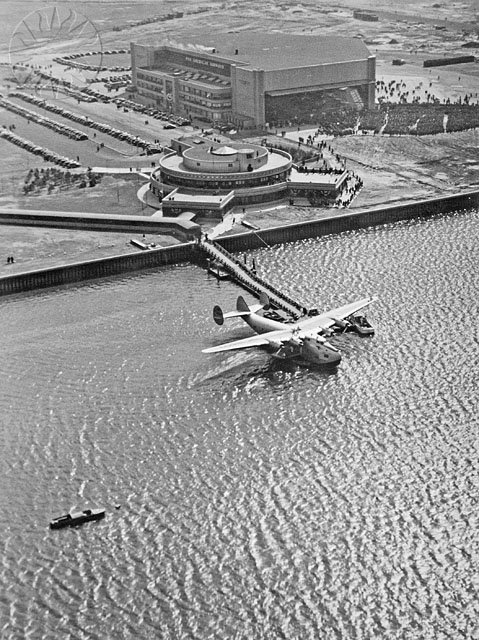
Boeing 314 à LaGuardia.
Evans Bay, Nouvelle-Zélande
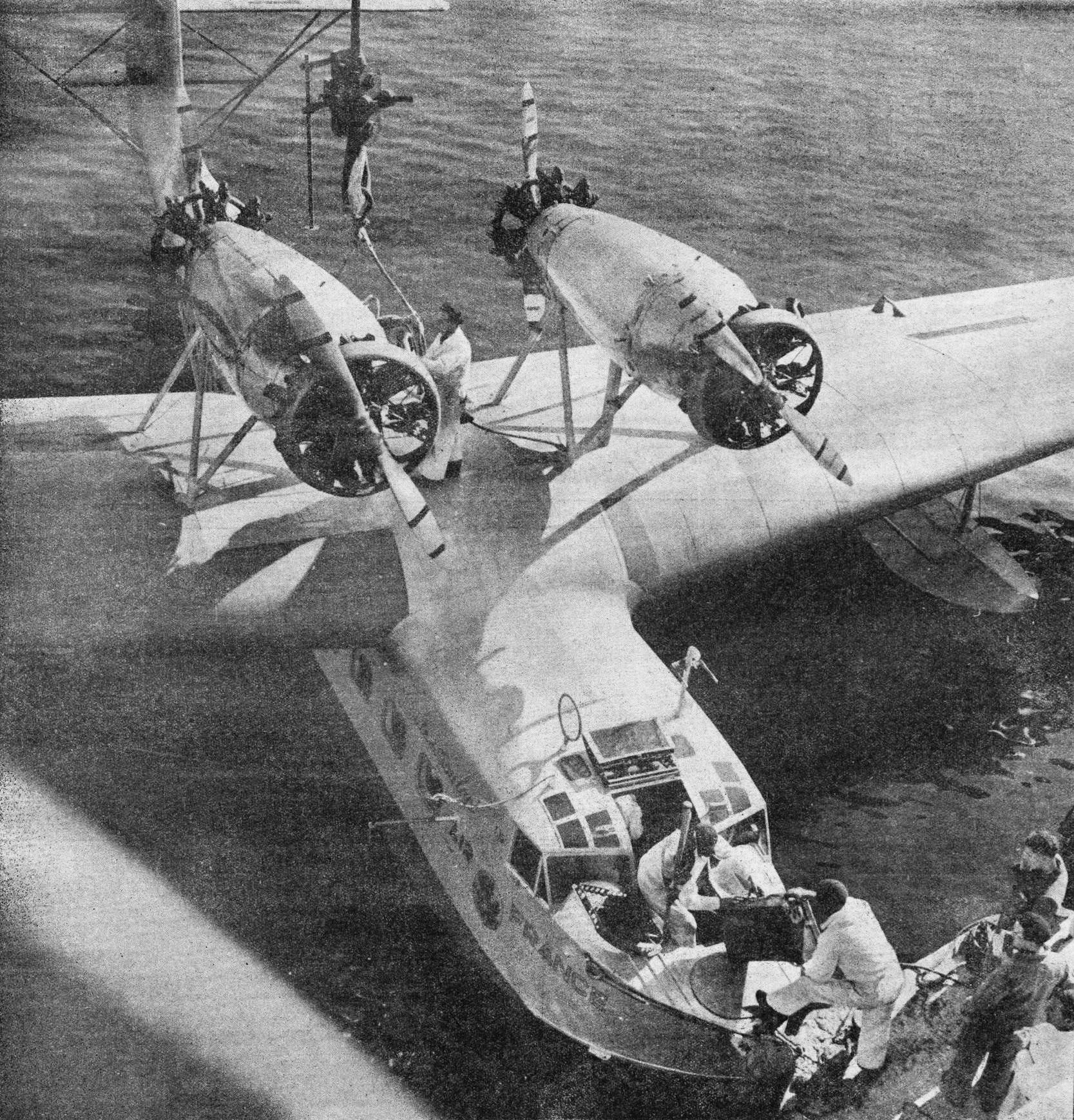
Un H-242 à Marignane

### Après 1945
La Seconde Guerre mondiale a précipité la fin des hydravions de ligne. L'effort de guerre allié a impliqué la construction massive d'avions de transport basés à terre, notamment les C-47 et les C-54 américains. Après le conflit, ces avions surnuméraires deviennent disponibles pour le transport civil. Il en va de même pour leurs pilotes, et pour les usines qui les produisent. De nombreux aérodromes ont été construits pour les besoins du conflit que ce soit en Europe, en URSS, en Amérique du Nord, en Afrique du Nord, ou sur les îles du Pacifique. Beaucoup d'entre eux peuvent être convertis pour le trafic civil, or la rareté des aéroports était la principale raison d'être des hydravions de ligne. Le redémarrage de l'aviation civile se fait après la guerre se fait avec des appareils basés à terre, et les hydravions ne retrouvent jamais leur rôle prépondérant d'avant le conflit. Pour les compagnies qui veulent encore faire l'acquisition d'hydravions de ligne, un certain nombre d'appareils militaires devenus surnuméraires sont convertis. C'est ainsi que plus de quarante Short S.25 Sunderland, utilisés pour la chasse aux sous-marins allemands pendant la guerre bataille de l'Atlantique, sont transformés pour le transport de passagers et de courrier, sous le nom Short Sandringham. Le constructeur nord-irlandais continue cependant à faire évoluer ses hydravions quadrimoteurs, et produit un petit nombre de Seaford puis de Solent, les derniers appareils de cette lignée. Le dernier Short Solent est livré en 1949. 
Rares sont les nouveaux hydravions de ligne créés après la guerre. Le développement du Latécoère 631, débuté juste avant la guerre, est mené à bien, mais l'avion n'est produit qu'à dix exemplaires et n'effectue qu'une poignée de rotations commerciales entre le lac de Biscarosse et la Mauritanie, avant d'être retiré du service à la suite d'un accident. Le constructeur britannique Saunders-Roe reste convaincu que l'hydravion de ligne connaitra une résurgence, et développe l'énorme Princess à dix turbopropulseurs, dont le prototype vole en 1952. Cet avion est le plus grand hydravion à coque jamais construit pour le transport de passagers, et le plus moderne. Il est conçu pour emmener 105 passagers dans un très grand confort, il possède deux ponts et est pressurisé. Saunders-Roe commence le développement d'un avion encore plus avancé, à réaction et aile en flèche, le Duchess. Ne trouvant aucun acheteur, ces projets sont abandonnés et ils représentent la dernière tentative de commercialiser un hydravion de ligne.
La dernière liaison réguilière de la BOAC avec un hydravion à coque, un Short Solent, a lieu en 1950, à destination de l'Afrique du sud. La petite compagnie Aquila Airways reprend plusieurs lignes au départ de Southampton. C'est le dernier opérateur d'hydravions à coque de ligne dans le pays. La société disparaît en 1958, le dernier vol régulier reliait Southampton à Madère. En Australie, les lignes d'hydravions continuent leurs opérations plus longtemps. La toute dernière, dont l'opérateur est Ansett, ne ferme qu'en 1974 : elle relie Sydney à l'Île Lord Howe avec un Sandringham, et ferme quand un aérodrome a été construit sur cette île.
Interviewé au début des années 1970 par Daniel Costelle pour une série documentaire sur l'histoire de l'aviation, le vétéran Jean Dabry, formé comme officier de marine, puis pilote d'hydravion et coéquipier de Mermoz dans les années 1930 lors des traversées de l'Atlantique Sud par l'Aéropostale, avant de finir sa carrière à Air France dans les années 1950 sur des avions terrestres, déclarait : « La suite de l'histoire a prouvé que l'hydravion était à la fois un mauvais bateau et un mauvais avion ».
Il pointait ainsi les défauts finalement rédhibitoires de l'hydravion face à l'avion terrestre : poids de la structure pour résister aux chocs des vagues, aérodynamisme inférieur à cause de la carène, mais aussi incapacité à amerrir sans danger par mauvaise mer et corrosion due au milieu salin, qui l'emportaient sur les avantages qui furent temporairement les siens dans les années 1930.
Horace Brock, ancien pilote de Pan American sur hydravions Boeing 314, témoigne en 1978 : « Nous étions heureux de la transition vers le DC-4 [avion terrestre] et je militais au quotidien pour éliminer les hydravions. Les avions terrestres étaient bien plus sûrs ».

Modèle d'hydravions de ligne d'après-guerre.
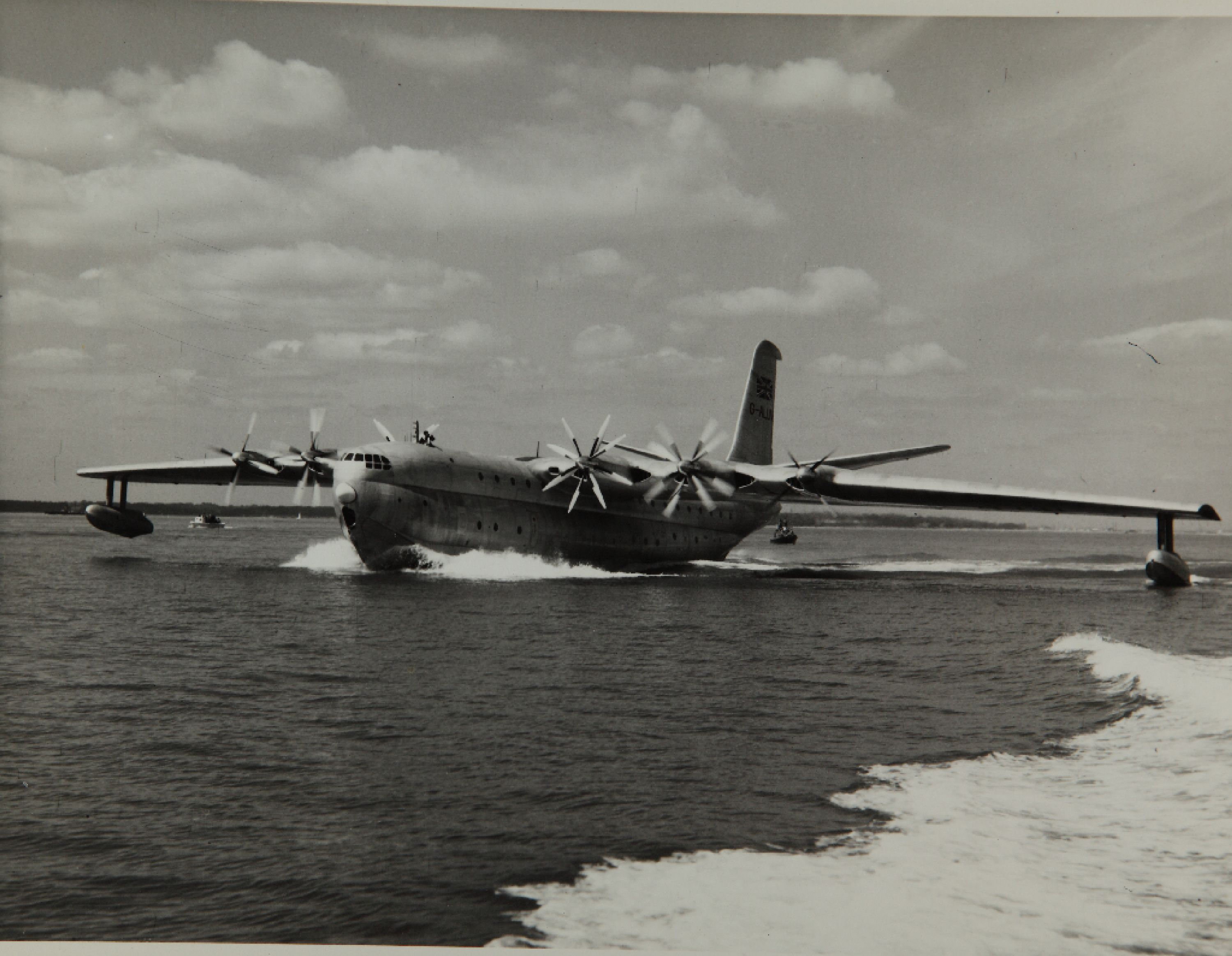
Saunders-Roe Princess.
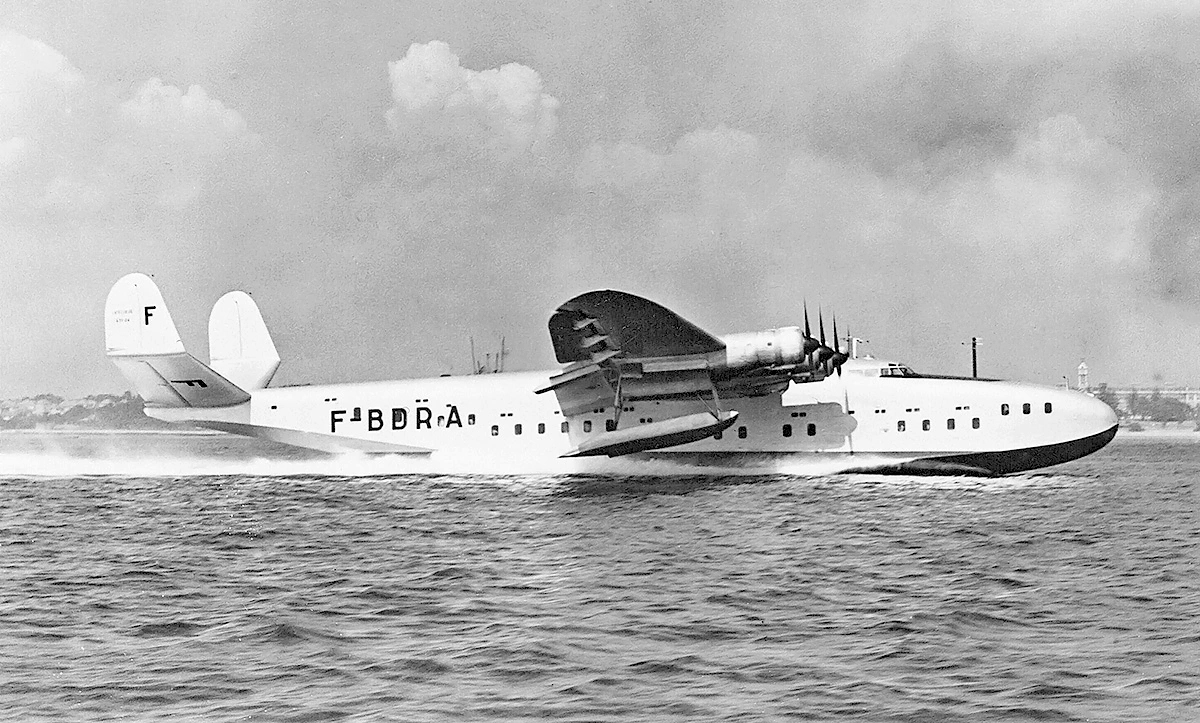
Latécoère 631.
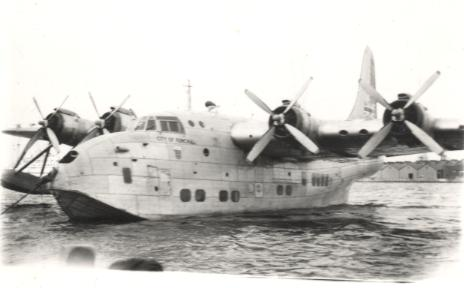
Un Short Solent assurant encore une ligne régulière en 1955.

## Utilisations militaires
Les hydravions à coque jouent un rôle militaire pendant la Première et surtout la Seconde Guerre mondiale.

### Première Guerre mondiale
Le déclenchement du conflit en 1914 interrompt les travaux du pionnier John C. Porte, qui mettait au point le Curtiss H-1 dans le but de remporter un prix promis par Alfred Harmsworth pour la première traversée de l'Atlantique Nord en hydravion. Porte parvient cependant à convaincre l'Amirauté que son appareil peut être utile pour repérer les sous-marins allemands. À cette époque, les sous-marins sont plutôt des submersibles, qui croisent en surface et ne plongent que pour attaquer ou s'échapper. Des versions améliorées du H-1 sont produites au Royaume-Uni, et patrouillent à partir de la base aéronavale de Felixstowe.
La Royal Navy a également converti un ancien cargo-ferry ferroviaire en transport d'hydravions (rebaptisé HMS Engadine) pour assurer la reconnaissance aérienne et attaquer les Zeppelins, il embarquait deux gros hydravions Shorts 184 (reconnaissance, avec une radio assez faible à bord) et deux petits Sopwith Baby (Chasse), tous deux hydravions à flotteurs et non à coque.
Lors de la très confuse Bataille du Jutland, où la flotte anglaise manqua d'éclaireurs valables et laissa finalement échapper un adversaire mal en point, un appareil de l'Engadine avait bien repéré les destroyers de l'avant garde de l'Amiral Hipper et, malgré un amerrissage forcé, transmis un rapport précis que L'Engadine ne put relayer à l'amiral Beatty. Au Jutland, la principale utilité de ce navire fut le difficile sauvetage des marins du croiseur HMS Warrior bien trop endommagé pour rejoindre sa base et coulant bas d'eau.

### Entre les deux guerres
Dans cette période, il devient courant d'équiper les croiseurs et les cuirassés d'un petit hydravion de reconnaissance, qui est lancé à l'aide d'une catapulte, se pose en mer et est récupéré à l'aide d'une grue. Le plus souvent, il s'agit d'hydravions à flotteurs, mais la marine française fait exception en adoptant pour ce rôle le Loire 130, un petit hydravion à coque au milieu des années 1930.

### Seconde Guerre mondiale
Pendant la seconde Guerre mondiale, les hydravions sont massivement utilisés par les Américains et les Britanniques. Des appareils tels que le PBY Catalina, le Short Sunderland et le Grumman Goose sont utilisés principalement pour la patrouille maritime (anti-navire et anti-sous-marine), la reconnaissance, et le sauvetage des équipages des avions et navires perdus. Les hydravions à coque ont également servi d'avions de reconnaissance : en mai 1941, le cuirassé allemand Bismarck a été repéré par un Catalina durant une patrouille de routine à partir d'une base de la Royal Air Force en Irlande du Nord.
Ils mènent parfois des opérations de bombardement contre des cibles terrestres, mais leur rôle dans cette fonction est mineur, les bombardiers basés à terre étant plus performants.
Les Japonais utilisent leur Kawanishi H8K dans des rôles similaires. Francillon le décrit comme le meilleur hydravion de la seconde Guerre mondiale. Par son puissant armement défensif et ses performances, il surclasse les appareils alliés, mais il n'est disponible qu'en nombre très modeste, produit à 167 exemplaires, à comparer par exemple aux 3305 catalinas dont disposaient les Américains.
L'Allemagne utilise aussi les Blohm & Voss BV 138 pour rechercher des convois alliés. Les Blohm & Voss BV 222, hydravions à coque à six moteurs, sont utilisés dans un rôle de transport, en soutien aux opérations en Norvège et en Afrique du nord.

Hydravion à coque militaires de la seconde guerre mondiale
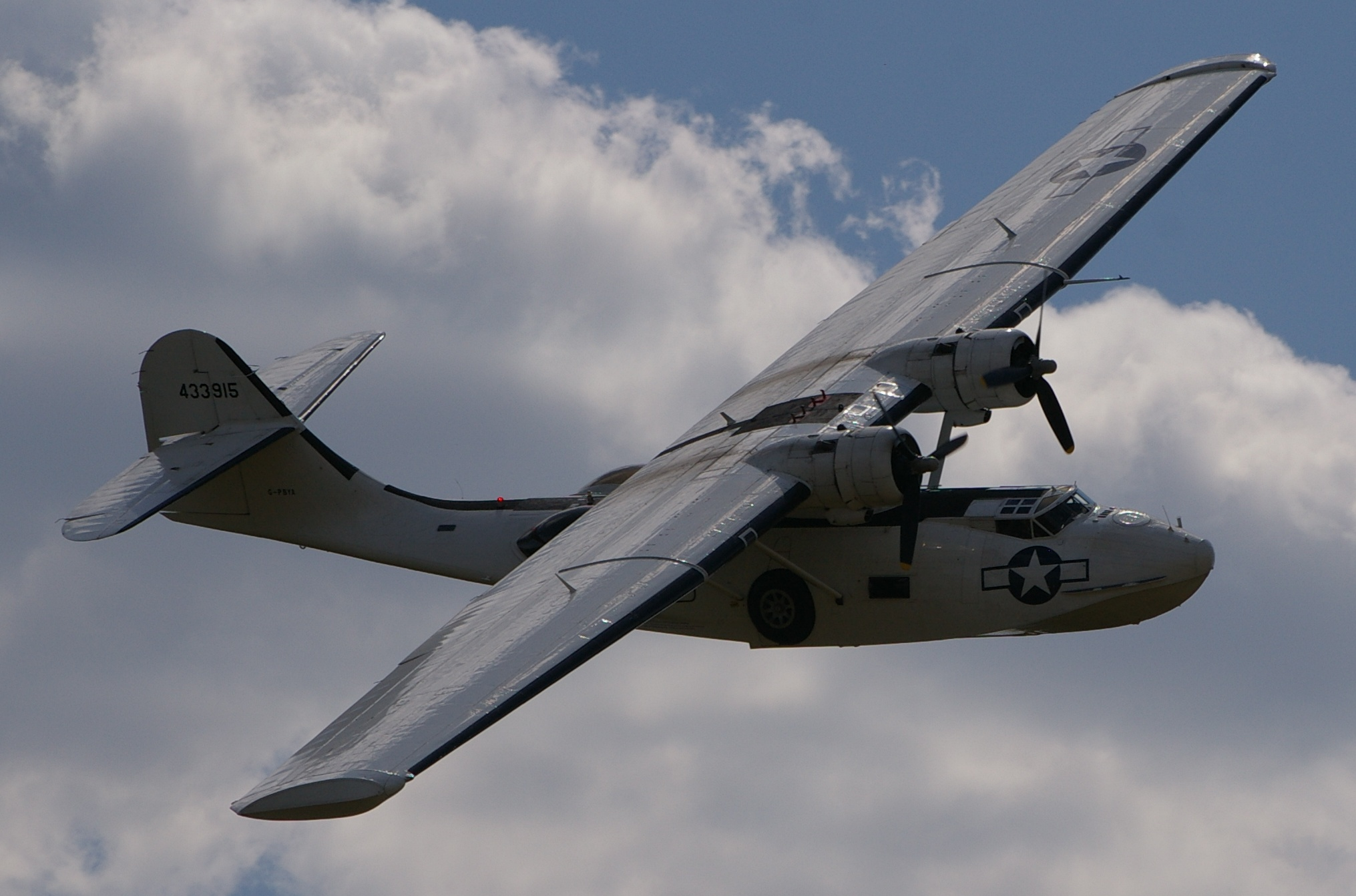
Le Consolidated PBY Catalina de lutte anti-sous-marine, attaque antinavire et sauvetage.
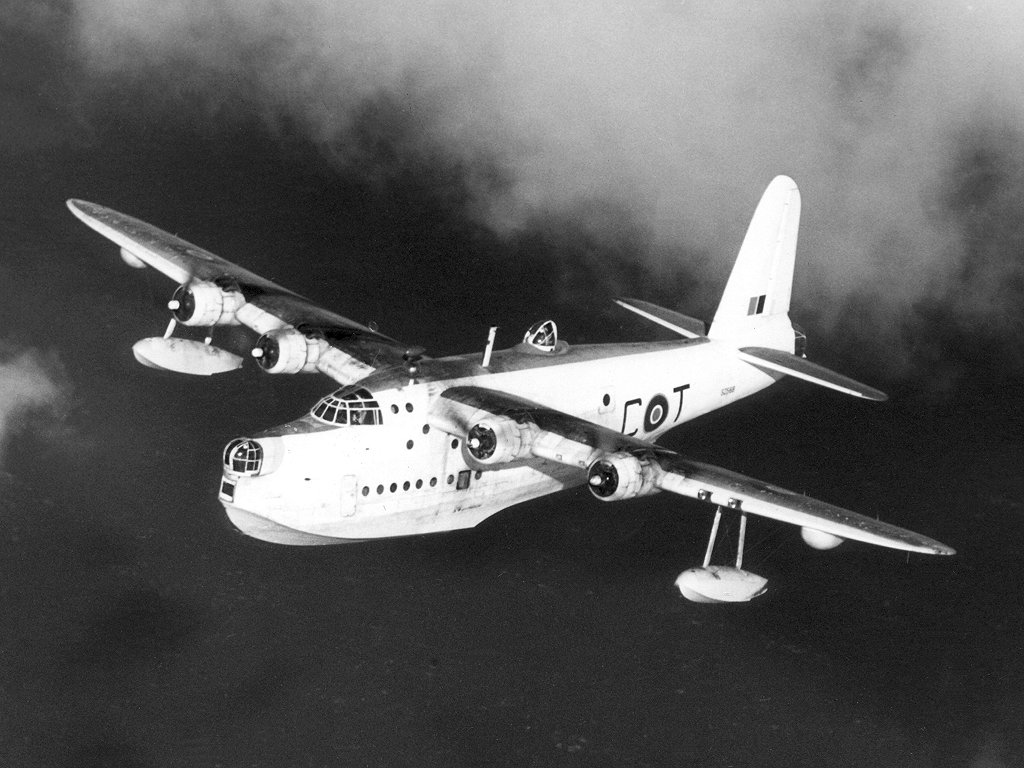
Le Short Sunderland quadrimoteur britannique.
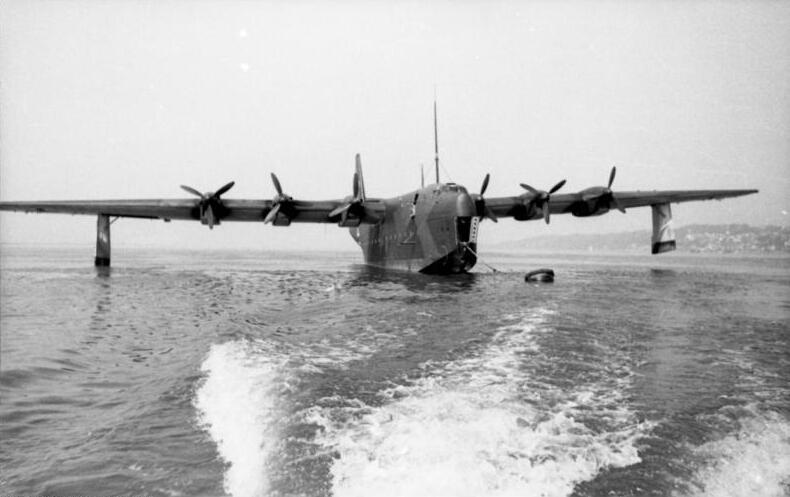
Blohm & Voss BV 238, plus grand avion jamais produit par les forces de l'Axe.
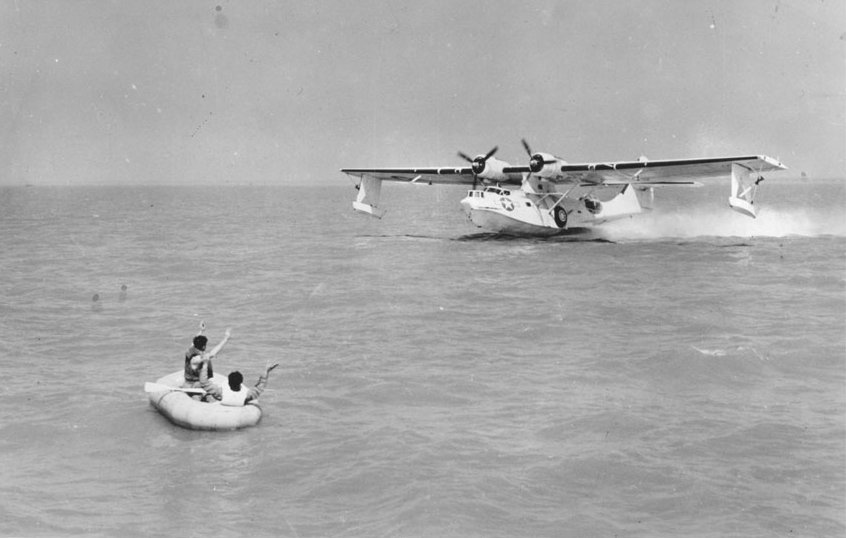
Un catalina dans une mission d'exercice au sauvetage en mer, 1944.

### Après-guerre

#### États-Unis
Même si les avions basés à terre dominent désormais largement l'aviation militaire, quelques projets lancés pendant le conflit sont menés à bien après la guerre. Le Grumman HU-16 Albatross vole en 1947, et devient l'un des plus importants hydravions militaires d'après-guerre. Utilisé par les Américains et leurs alliés, les Albatross ont pour principale mission le sauvetage en mer : pendant la Guerre de Corée et guerre du Vietnam, ils portent secours à de nombreux pilotes dont les avions ont été abattus. Néanmoins, cette mission est de plus en plus, au fil des années, confiée à des hélicoptères. Outre les États-Unis, d'autres pays utilisent l'Albatross dans des rôles similaires, comme l'Italie, l'Indonésie, la Norvège, et la Grèce, ce dernier pays ne le retirant du service qu'en 1998.
C'est également en 1947 que vole le Hughes H-4 Hercules, le plus grand hydravion à coque jamais construit. Il est issu d'un projet lancé en 1942 pour acheminer du matériel vers le Royaume, et mené jusqu'au premier vol (qui reste sans lendemain) malgré la disparition du besoin et l'absence de clients. L'avion est depuis exposé à Evergreen.
Le Martin P5M Marlin est utilisé dans un rôle de patrouille maritime et de lutte anti-sous-marine par l'US Navy à partir de 1952, dans la continuité du rôle des Martin Mariner pendant la seconde Guerre mondiale. Il contribue de façon importante à la surveillance des côtes vietnamiennes. Ce modèle est retiré du service en 1967, marquant la fin de l'utilisation des hydravions à coque dans l'aéronavale américaine. Ses missions sont depuis assurées par des avions basés soit à terre (comme le Lockheed P-3 Orion), soit sur porte-avion (comme le Lockheed S-3 Viking).
Dans les années 1950, l'US Navy finance aussi le développement du Convair R3Y Tradewind, un hydravion à coque quadrimoteur, de taille analogue au Hercules basé à terre. Il est d'abord développé en vue d'un rôle de patrouille maritime mais converti en version de transport. Il est également expérimenté comme ravitailleur en vol. Cependant, les quelques exemplaires produits sont retirés du service après seulement deux ans, en raison des problèmes insurmontables du moteur Allison T40.
Le dernier grand projet d'hydravion à coque militaire américain est le quadriréacteur Martin P6M SeaMaster. L'US Navy veut l'utiliser principalement comme bombardier nucléaire, mais envisage comme missions secondaires le déploiement très rapide des mines marines, la reconnaissance et le ravitaillement en vol. L'appareil vole en 1955 mais le projet est abandonné à quelques mois de la date prévue pour sa mise en service.

Modèles militaires américains, post-1945
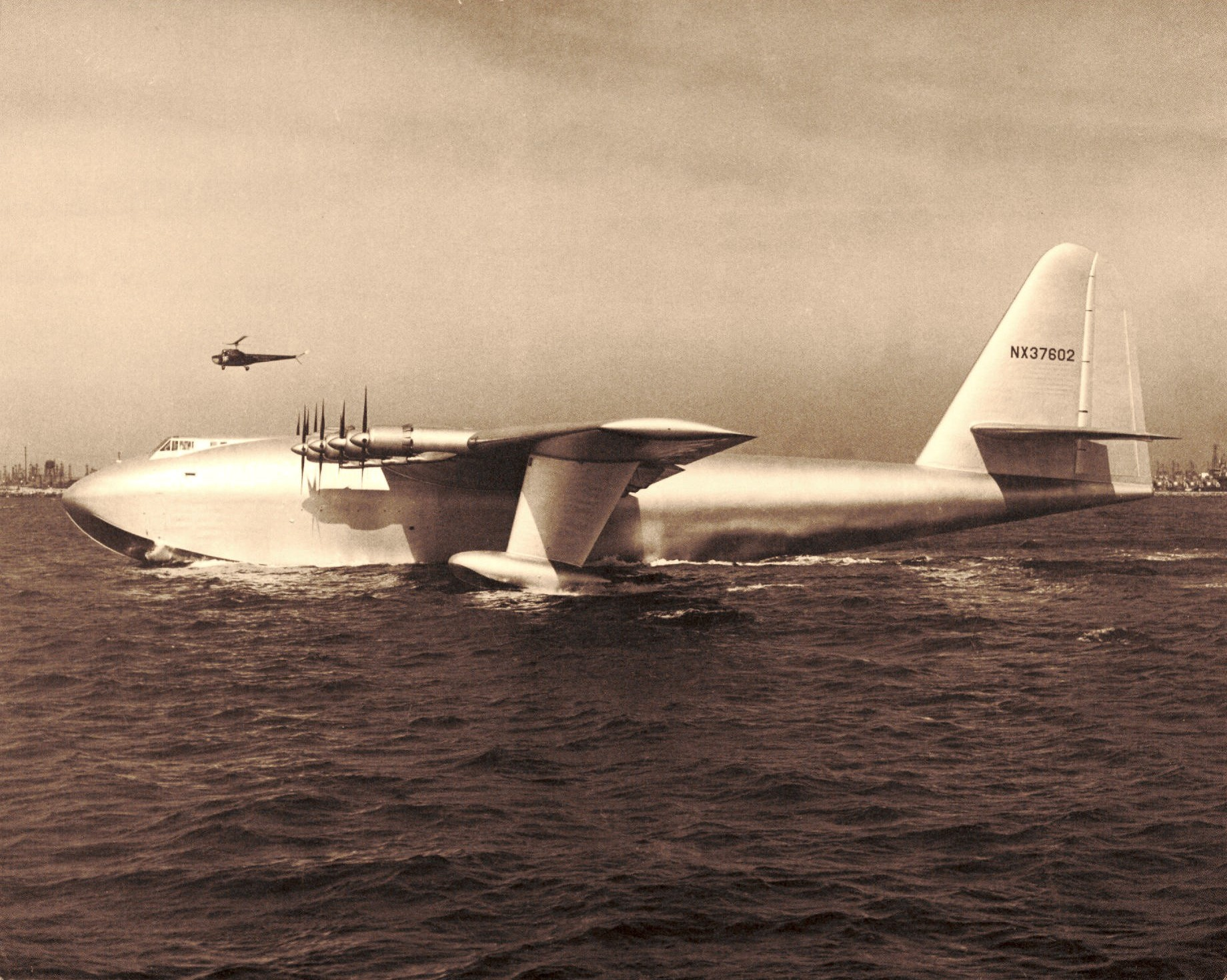
L'énorme H-4 Hercules de transport de troupes.
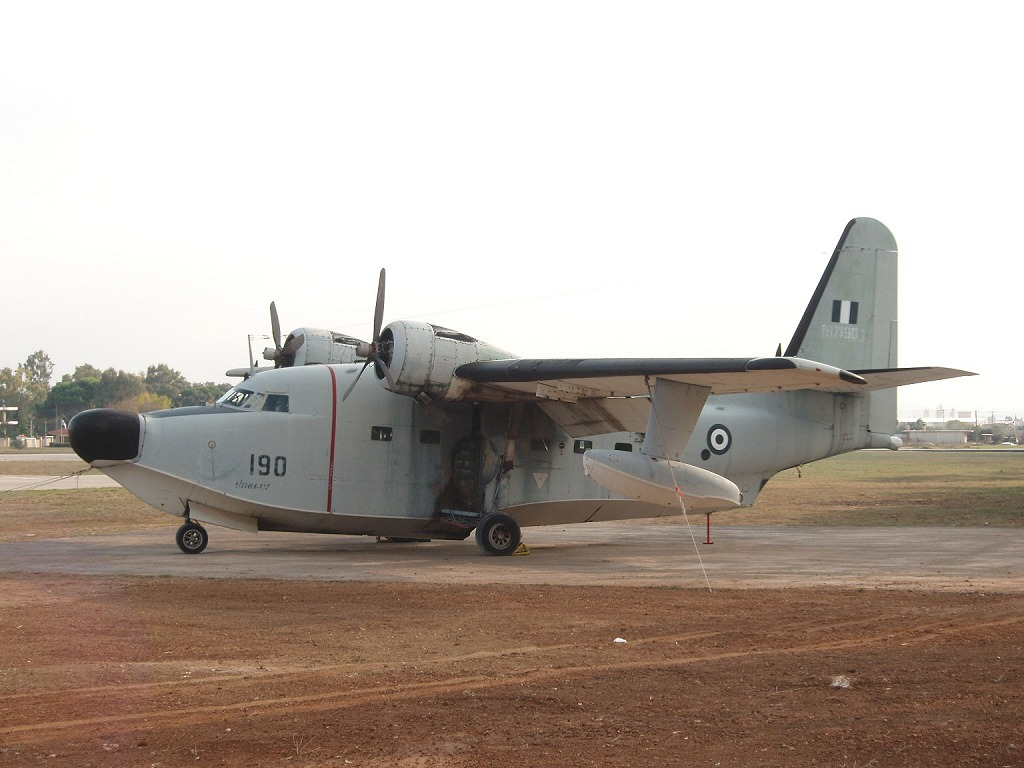
Grumman HU-16 Albatross, un des rares projets menés avec succès après-guerre.
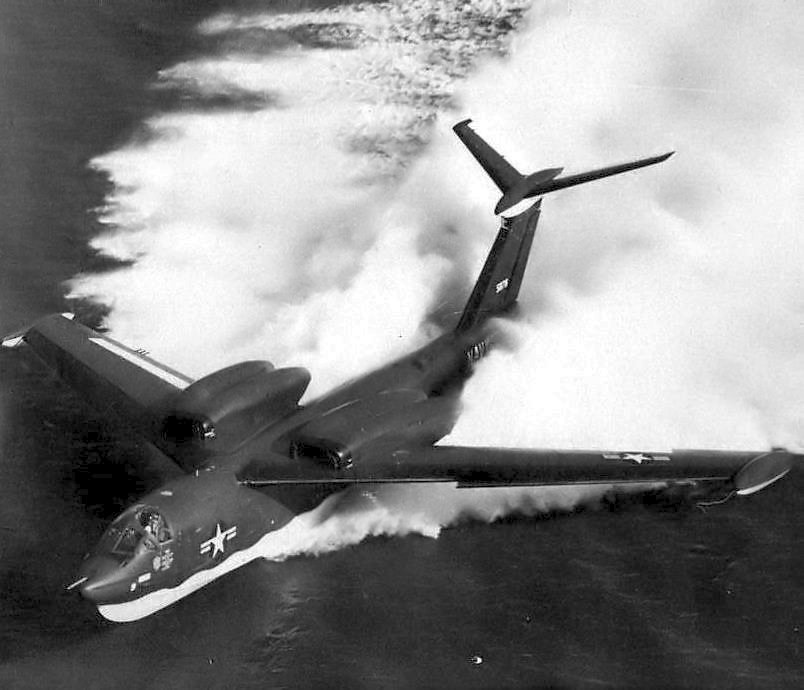
Le Martin P6M SeaMaster, bombardier à capacité nucléaire.

#### URSS puis Russie
Juste après la guerre, l'URSS développe le Beriev Be-6 pour succéder aux Catalina (obtenus dans le cadre la loi prêt-bail et construits en URSS). Il est remplacé, dans les années 1960, par le Beriev Be-12 à turbopropulseurs. Ces appareils sont utilisés dans les mêmes missions générales que les hydravions de la Seconde Guerre mondiale : lutte anti-sous-marine, patrouille et largage de mines marines. Ils restent en service bien plus longtemps que leurs homologues américains. Un petit nombre de Be-12 est toujours en service dans les années 2020 en Russie, au sein du 318e régiment d'aviation combinée. Au cours de la guerre en Ukraine, ces appareils sont utilisés en mer Noire pour la recherche des drones navals ukrainiens.

#### Japon

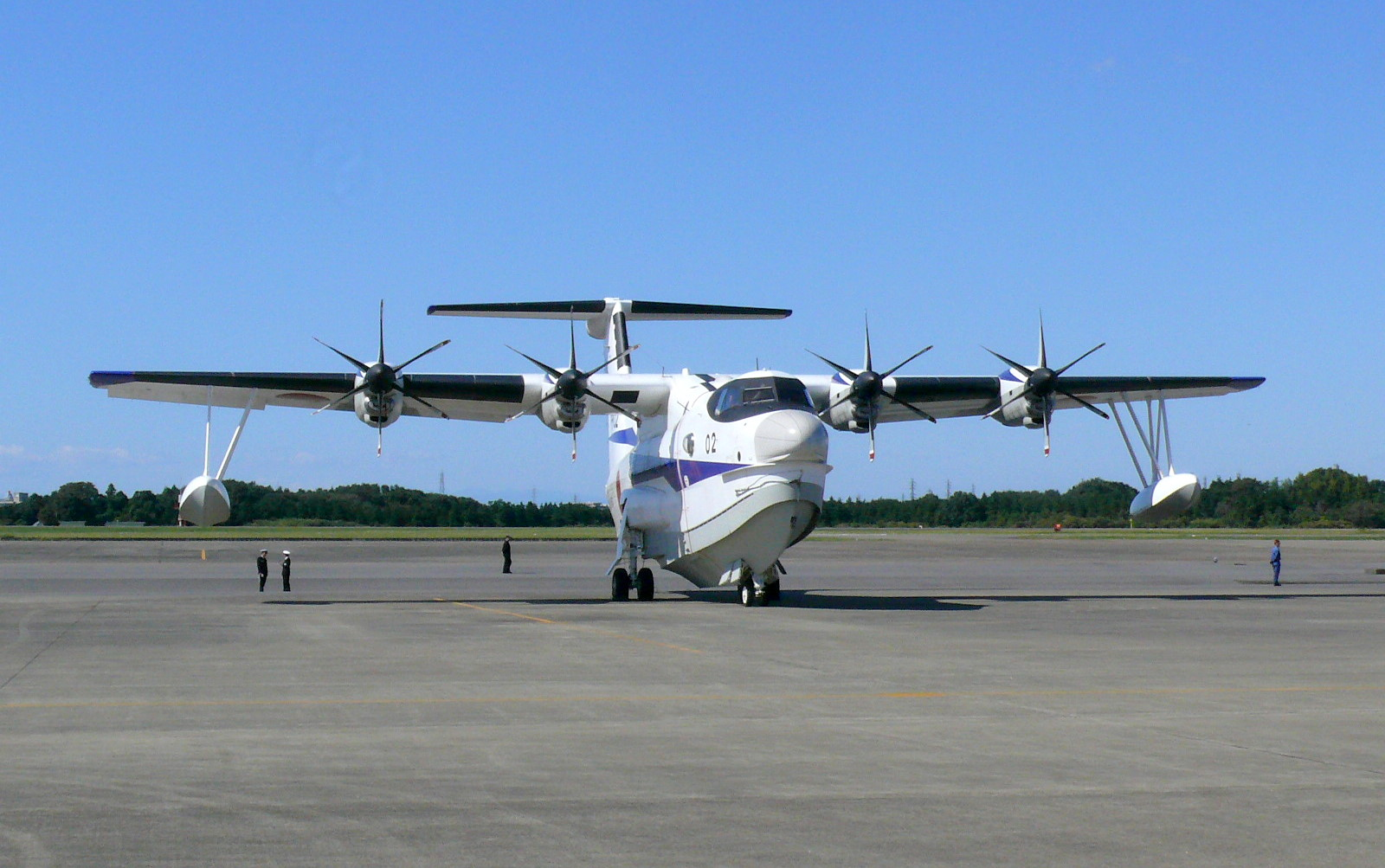
Shin Meiwa US-2.

La Force maritime d'autodéfense japonaise n'a jamais abandonné l'emploi d'hydravions à coque. Le quadrimoteur ShinMaywa PS-1 entre en service en 1971 dans un rôle de lutte anti-sous-marine. Une deuxième version (désignée US-1) est ensuite créée pour le sauvetage en mer. Si le rôle de lutte anti-sous-marine est repris par des P-3 Orion à partir de 1980, la version de sauvetage en mer reste en service, puis un successeur, le ShinMaywa US-2 est développé et entre en service en 2007.

#### Royaume-Uni et Commonwealth

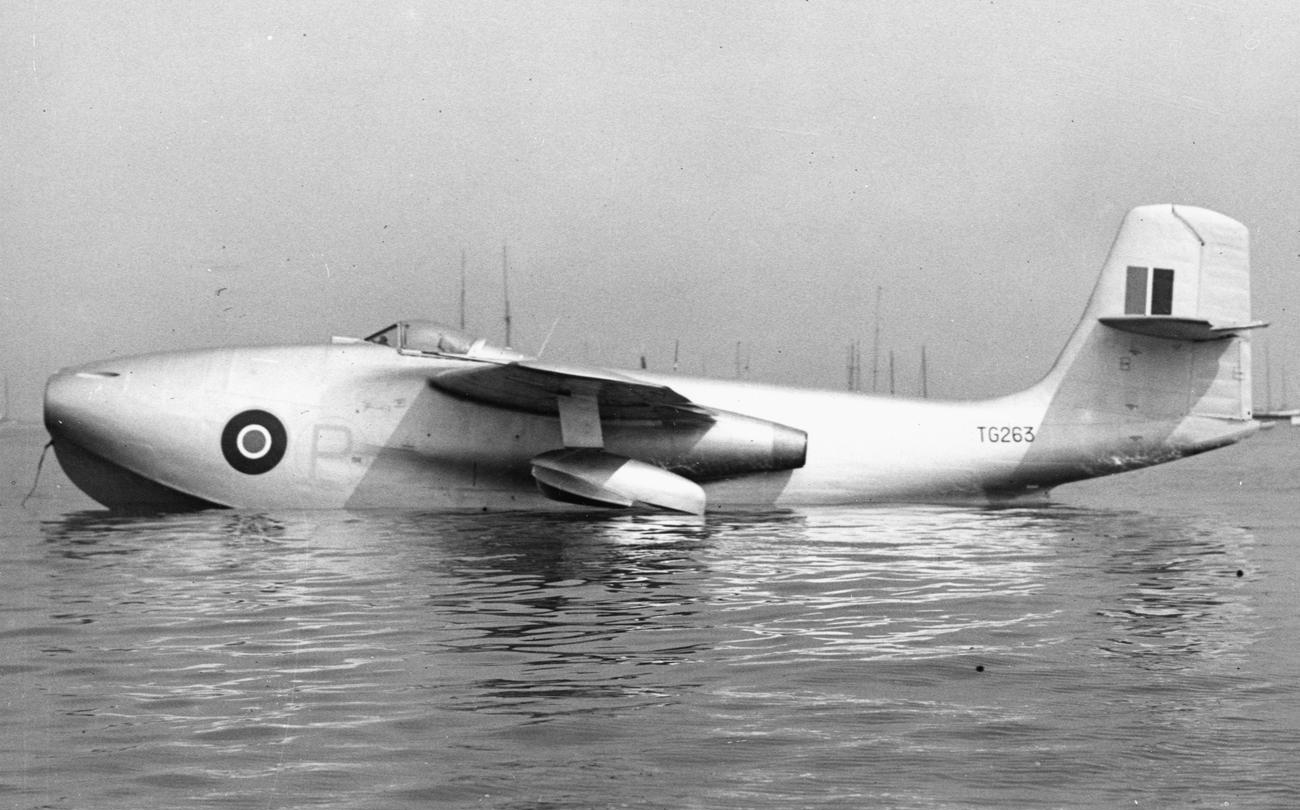
Sauders-Roe SR A/1, projet insolite de chasseur à réaction.

Le Sauders-Roe SR A/1, dont le développement commence courant 1943 avec l'intention de la voir participer à la guerre contre le Japon, est un chasseur à réaction amphibie (expérience unique et sans lendemain), qui mène une campagne d'essais en vol à partir de 1947 mais n'entre jamais en service.
Les short Sunderland, si importants pendant la guerre de l’Atlantique, restent en service jusqu'en 1959. Ils sont d'ailleurs, en 1948, utilisés dans le cadre de l'opération Plainfare, c'est-à-dire la participation britannique au pont aérien de Berlin.
La force aérienne royale néo-zélandaise, au lendemain de la guerre, possède des consolidated Catalina et des Short Sunderland, assurant des missions de patrouille maritime et de lutte anti-sous-marine. Si les Catalina sont mis à la retraite dans les années 1950, les Sunderland connaissent une carrière plus longue qu'au Royaume-Uni, la dernière mission opérationnelle ayant lieu en 1967. Là aussi, des Lockheed P-3 Orion basés à terre leur succèdent.

#### France
En France, un nouvel hydravion à coque militaire est développé après guerre : le Nord Noroit. Ce bimoteur entre en service en 1952, pour remplacer plusieurs modèles datant de la guerre et employés par la Marine Nationale pour des missions de lutte anti-sous-marine, de reconnaissance et de sauvetage. Cet appareil connait des problèmes techniques et sa carrière est marquée par plusieurs accidents, peu d'exemplaires sont produits, et le type est retiré dès 1956, au profit, ici encore, d'avions basés à terre, des Lockheed P-2 Neptune.

## Autre rôles

### Bombardiers d'eau

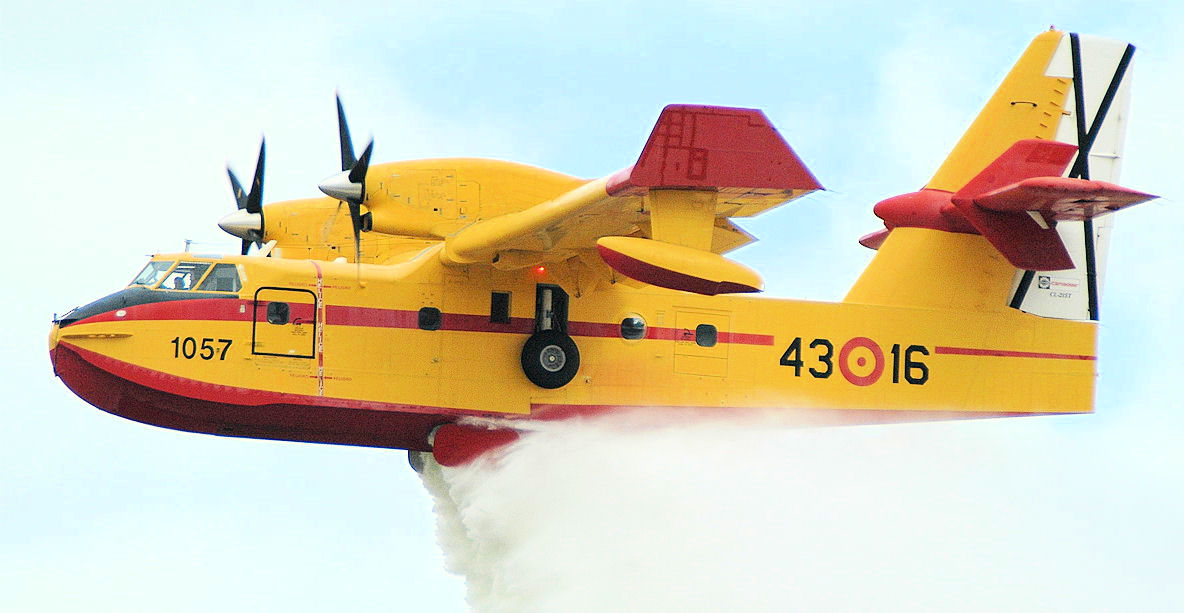
Un CL-215T de la force aérienne espagnole, version modernisée du Canadair CL-215.

Les hydravions à coque sont largement employés comme bombardiers d'eau. Ils partagent cependant cette fonction avec des avions terrestres (y compris des avions aussi massifs que des Il-76), des hydravions à flotteurs et des hélicoptères. À partir des années 1950, des hydravions issus des stocks militaires sont transformés en bombardier d'eau. Les premières expérimentations en la matière sont menées par les pompiers californiens, l'expérience fait ensuite école au Canada, en France, et dans d'autres pays. L'avantage d'un hydravion, dans cette fonction, est qu'il peut être rendu capable de se ravitailler en eau par « écopage » : il vient frôler la surface de la mer ou d'un lac, sans s'arrêter pour remplir ses réservoirs. Cela permet des rotations bien plus rapides que pour un avion basé à terre. Les Consolidated PBY Catalina sont disponibles en grand nombre, ainsi que les massifs Martin JRM Mars, et plus tard les Beriev Be-12 soviétiques. Donnant toute satisfaction dans ce rôle, où quelques exemplaires sont encore actifs en 2020, le Catalina inspire la conception du Canadair CL-215 canadien, conçu spécifiquement pour ce rôle,. Entré en service en 1969, il a été utilisé si largement que le mot « canadair » a été lexicalisé pour signifier « bombardier d'eau ».
Des hydravions à coque récents ont été conçus tout ou partie pour le rôle de bombardier d'eau, tout en étant adaptables à d'autres fonctions : il s'agit du Canadair CL-415 (héritier à turboprops du CL-215), du Beriev Be-200 russe, et du ShinMaywa US-2 japonais. Dans les années 2020, le parc de bombardiers d'eau de type Canadair est devenu insuffisant pour faire face au nombre croissant d'incendies de forêts. La production de CL-215 s'est terminée en 2015 et le parc s'est érodé au gré des accidents et du vieillissement normal des cellules. Dans les années 2020, la réduction du parc de bombardiers d'eau est devenu un sujet d'inquiétude. De nouveaux projets industriels sont lancés dans le domaine, donc celui du DHC-515, successeur désigné des CL-215 et CL-415.

### Secours en mer

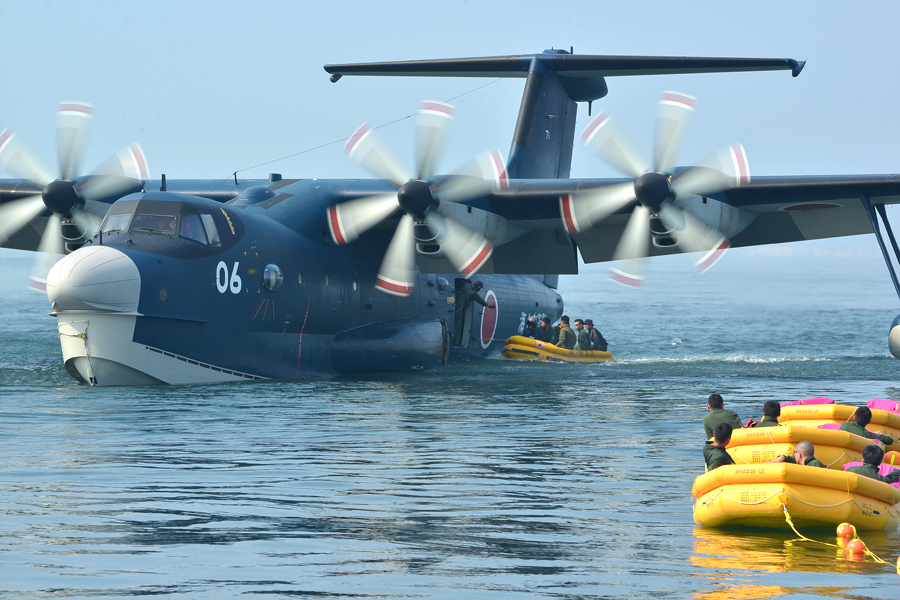
Exercice de sauvetage en mer, avec US-2 japonais.

L'utilisation d'un hydravion (en général à coque) pour le secours en mer se heurte à une limitation bien évidente : la capacité à amerrir par fort vent et mer formée pour repêcher des naufragés, car les accidents maritimes se déroulent souvent dans un contexte météorologique défavorable. Cependant, avant l'arrivée des hélicoptères modernes et puissants (Sea-King britannique, Super-Frelon français, etc.) qui permettent l'hélitreuillage y compris par forts coups de vent et tempête, les hydravions à coque ont été utilisés pour ce type de missions.
Un appareil se détache dans ce rôle : l'hydravion Walrus (Morse) et son évolution modernisée, le Sea Otter (Loutre de mer) conçus et construits par la firme Supermarine (plus connue pour le chasseur Spitfire). Ce biplan monomoteur courtaud et assez disgracieux avec sa nacelle moteur haut perchée, pour éviter les paquets d'embruns, avait initialement été conçu pour le catapultage sur des navires de guerre, dans un rôle d'appareil de reconnaissance, une tâche qui s'effaça ensuite au profit du Radar, bien moins contraignant et plus efficace, la plupart des croiseurs et des cuirassés britanniques débarquant progressivement leurs catapultes et leurs hydravions, au profit d'une DCA renforcée et de multiples radars.
Ces hydravions laids mais très robustes (ils pouvaient encaisser des loopings comme un avion d'acrobatie, et, bien entendu, des amerrissages par mer formée) furent ensuite réaffectés au Coastal Command britannique pour des missions de chasse anti sous marine et de sauvetage en mer (dites missions S.A.R , acronyme de Serach And Rescue -recherche et sauvetage), en particulier pour repêcher les aviateurs britanniques tombés dans la Manche lors d'accrochages avec la chasse et la flak allemande. Ces hydravions opéraient en coopération avec des vedettes rapides armées par des équipages de la RAF et des avions terrestres (des Vickers Wellington, des Lockheed Hudson et des Avro Anson) équipés de remarquables canots de sauvetage parachutables conçus par le champion de voile et architecte naval Uffa Fox capables de tenir la mer par mauvais temps et de progresser "au près" contre les vents dominants.
D'autres nations utilisèrent des hydravions pour le sauvetage en mer durant la Seconde Guerre mondiale (notamment les américains et les japonais au Pacifique).
Les Allemands exploitèrent dans le même rôle l'hydravion Dornier DO24, un solide trimoteur beaucoup plus grand que le Walrus et disposant d'un important rayon d'action. Les derniers à exploiter des hydravions pour des missions S.A.R. furent les Espagnols qui récupérèrent à la fin de la guerre une importante flotte de Dornier 24 et les utilisèrent dans ce rôle jusqu'au début des années 1970.

### Expéditions scientifiques

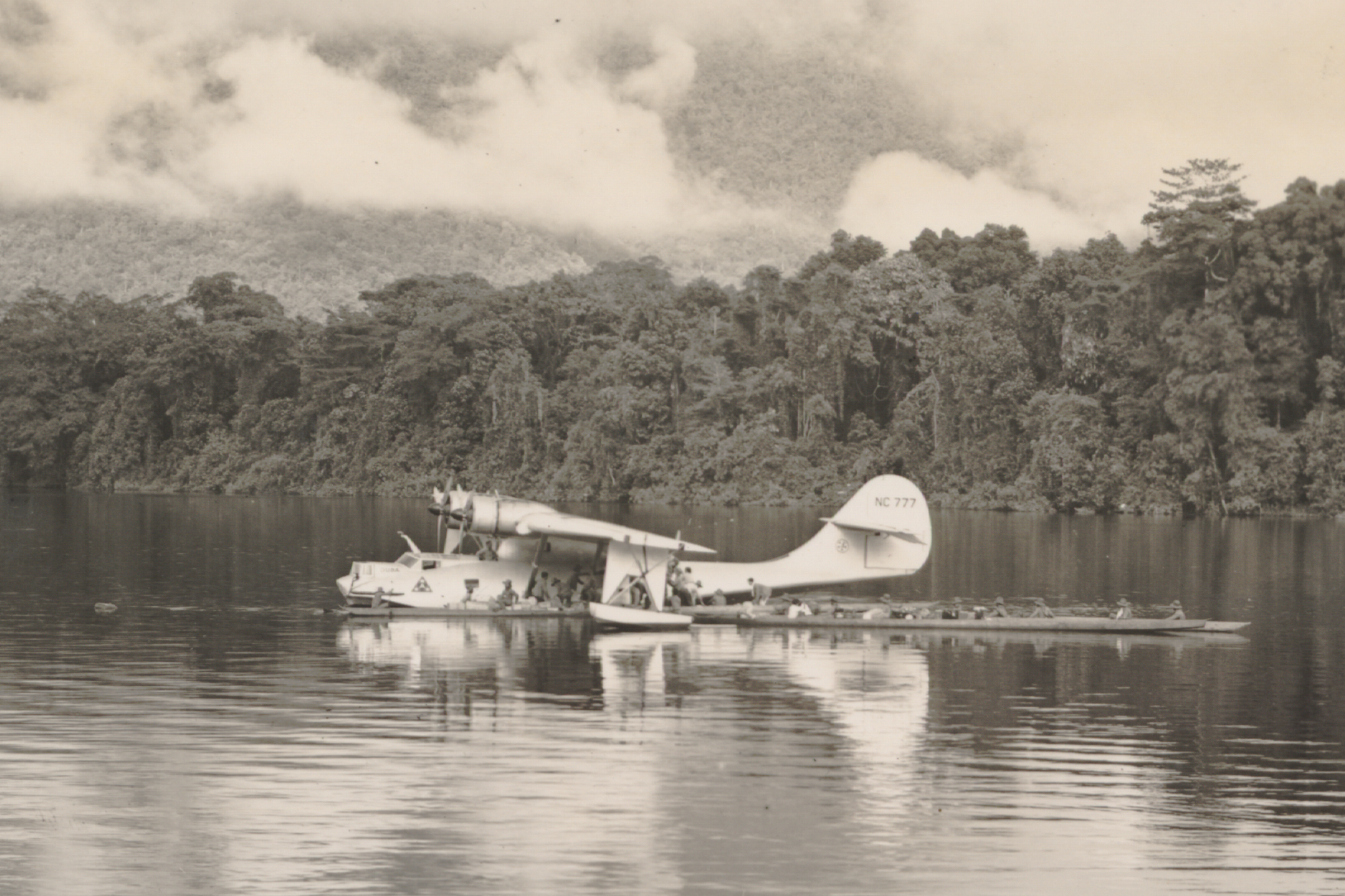
Le Catalina de Richard Archbold en Nouvelle-Guinée, 1938.

Il existe un historique assez important d'hydravions à coque, souvent issus de stocks militaires, utilisés pour des expéditions scientifiques vers des régions isolées et des îles. L'explorateur américain Richard Archbold a ainsi possédé un PBY catalina et un Fairchild 91 pour ses expéditions, notamment en Nouvelle-Guinée, dont les nombreux lacs étaient accessibles aux hydravions.
De 1952 à 1954, une importante expédition britannique se déroule dans le nord du Groenland, des Short Sunderland de la RAF assurent le ravitaillement et les rotations de personnel. Au cours des années 1970, l'équipe de Jacques-Yves Cousteau a fait usage d'un Catalina, appelé Calypso II, en liaison avec le navire Calypso, dans ses expéditions océanographiques.

## Listes relatives aux hydravions à coque

### Modèles historiques célèbres
Entre parenthèses, la date de premier vol :
- Curtiss H-1 (1914)
- LeO H-242 (1929)
- Boeing 314 Clipper (1938) : Long-courrier civil.
- Consolidated PBY Catalina (1935) : patrouille, bombardement, usages civils.
- Short S.25 Sunderland (1937) : patrouille maritime.
- Blohm & Voss BV 238 (1944) : prototype de transporteur.
- Short Solent (1946) : avion de ligne.
- Hughes H-4 Hercules, baptisé « Spruce Goose » par ses critiques (« L'oie en sapin ») (1947) : transporteur militaire géant.
- Martin P6M SeaMaster (1955) : prototype de bombardier stratégique.
- Canadair CL-215 (1967) : Bombardier d'eau.
- Canadair CL-415 (1993) : Bombardier d'eau.

### Records concernant les hydravions à coque
- Le plus produit : Consolidated PBY Catalina, avec plus de 3 000 exemplaires (y compris la production au Canada et en URSS)[89].
- Le plus rapide : P6M SeaMaster (mach 0.9) selon le Livre Guinness des records[90]. D'autres sources mentionnent le Convair XF2Y Sea Dart qui a dépassé le mur du son, mais, se posant et décollant sur des hydroskis, il ne peut être vraiment considéré comme un hydravion à coque[91].
- Le plus lourd : Hughes H-4 conçu avec une masse maximale au décollage de 181 tonnes (il s'agit cependant d'un chiffre théorique, l'avion n'a jamais volé à pleine charge)[92].
- Le plus lourd mis en service opérationnel : Le Martin M-170, masse maximale au décollage de 75 tonnes[93].
- Plus long vol commercial (en durée) : ligne « double sunrise » reliant l'Australie et le Sri Lanka pendant la seconde guerre mondiale (Singapour, étape en temps normal, étant occupé), avec environ trente heures de vol[94].

### Programmes industriels contemporains
Le Beriev Be-200 russe est un hydravion à coque biréacteur, utilisé principalement comme bombardier d'eau. Il a fait son premier vol en 1998, et est en production depuis, quoiqu'à une cadence très lente. L'Algérie en possède deux exemplaires.
Le ShinMaywa US-2 qui a fait son premier vol en 2003, est un appareil japonais quadrimoteur extrêmement moderne et performant. Il a été commandé par la force maritime d'autodéfense japonaise à 14 exemplaires. Les Japonais l'utilisent essentiellement pour des missions de sauvetage en mer, mais il est proposé à l'export adapté pour d'autres missions, comme la lutte anti-sous-marine et en tant que bombardier d'eau.
Le AVIC TA-600 chinois est un appareil assez similaire au US-2, tant dans sa conception que par ses missions. Il a fait son premier vol en 2017, c'est le plus gros hydravion en production dans le monde à cette date.
Le Singular Flyox 01, produit en Espagne depuis 2015, est un hydravion à coque sans pilote et amphibie, capable de transporter une charge de 1800 kg. Il est proposé principalement pour la lutte anti-incendie, avec une capacité d'écopage à la manière d'un Canadair, et pour le transport de charge dans le cadre des opérations humanitaires.
L'industriel australien Amphibian Aerospace Industries a racheté en 2006 les certificats de type du Grumman HU-16 Albatross, modèle de l'immédiat après-guerre. Il en développe une version modernisée (avec turbopropulseurs et avionique moderne) qui doit voler en 2025. Cet appareil visera des applications comme le secours en mer, la desserte d'îles isolées et l'évacuation sanitaire.
Un autre hydravion historique pourrait être remis en production : une société basée en Floride, propriétaire du certificat de type du Catalina et assurant la maintenance des avions encore en service, a annoncé en 2023 son intention de produire deux nouvelles versions de l'appareil (une militaire et une civile), pourvues de turbopropulseurs et d'une avionique moderne, avec l'intention de livrer les premiers exemplaires en 2029.
Au Canada, la compagnie Viking Air a racheté le programme de bombardiers d'eau Canadair. En plus d'assurer la maintenance des CL-215 et CL-415, l'entreprise développe aussi une nouvelle génération, le De Havilland Canada DHC-515. Les livraisons pourraient commencer en 2026. Un concurrent potentiel, visant aussi le marché des bombardiers d'eau, est proposé en France : le Hynaero Frégate-F100, visant une mise sur le marché au début des années 2030.

## Les hydravions à coque dans la culture populaire
- Le film Les Aventuriers de l'arche perdue présente un hydravion à coque, avec lequel Indiana Jones quitte San Francisco pour gagner d'abord Hawaï, et se rendre ensuite au Népal, sa destination finale. Ce gros hydravion de la Pan American est un véritable avion de ligne, comparé à l'hydravion à flotteurs — beaucoup plus petit et rustique — que l'on voit apparaître dans le premier épisode du même film, en Amérique du Sud, en 1936. L'hydravion à coque en question est un Short Solent 3, qui n'est entré en service qu'au milieu des années 1940[103].
- Les aventures de Tintin sont contemporaines (pour les premiers albums, situés dans les années 1920 ou 1930) de l'âge d'or de l'hydravion en tant que transport transocéanique. On en trouve dans plusieurs albums de l'avant-guerre, notamment un LeO (Lioré-Olivier) H-242 des lignes aériennes syldaves dans Le Sceptre d'Ottokar, dans L'Oreille cassée[104] et dans les dernières images de l'album Les Sept Boules de cristal.
- Le plus grand hydravion à coque jamais construit, d'une envergure supérieure même à celle d'un Airbus A380, avec 97,54 mètres contre 79,80 mètres, est le Hughes H-4 Hercules (également connu sous le surnom de « Spruce Goose »), qui figure dans le film sur la vie de Howard Hughes de Martin Scorsese de 2004, The Aviator[105].
- Le film d'animation japonais de 1992, Porco Rosso, présente un hydravion à coque. Il s'agit d'un appareil fictif cependant, car, si l'avionneur italien Savoia-Marchetti a effectivement produit un hydravion « Savoia S.21 (en) », celui du film ne lui ressemble pas[106]. Hayao Miyazaki n'avait en effet jamais vu de Savoia S.21, et s'est inspiré en fait de ses souvenirs d'enfance du Macchi M.33[107].
- Le romancier Patrick Deville, dans Peste et Choléra (2012) évoque l'hydravion LeO H-242 qui emporte Alexandre Yersin tout au long du récit, pour un dernier voyage vers l'Indochine, qui sera aussi le dernier vol de la compagnie Air France avant l'occupation allemande[104].
- Dans le clip de la chanson Careless Whisper de George Michael en 1984, un Grumman G-73T Mallard matricule N2974 de Chalk's Ocean Airways est utilisé, décollant du terminal de la compagnie près de l'île artificielle de Watson, à Miami[108]. Au décollage du même terminal en 2005, le crash du vol Chalk's Ocean Airways 101 a conduit à la mort de 20 passagers dans un appareil similaire (matricule N2969)[109].